# Revolución Industrial

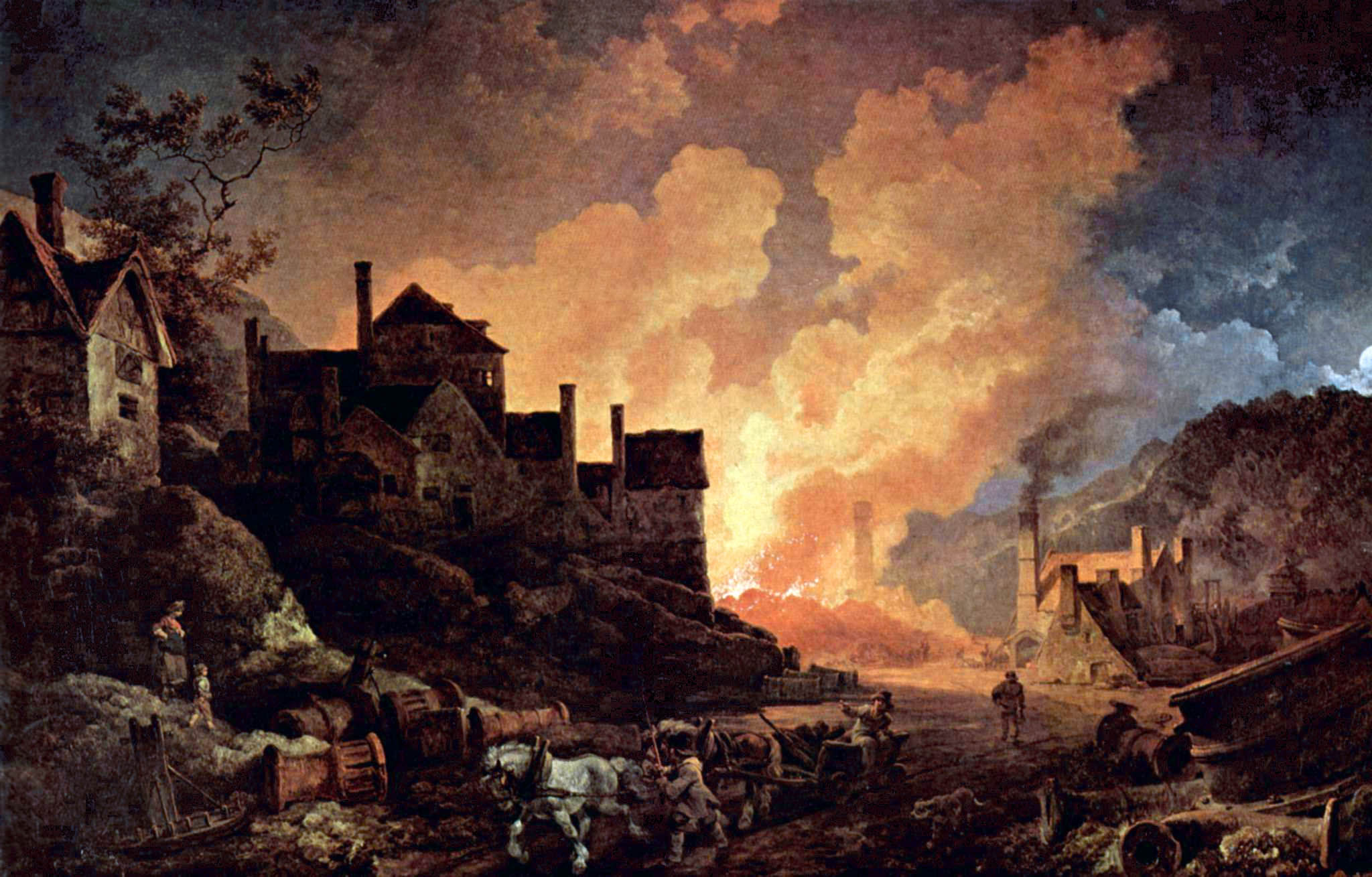
Coalbrookdale de noche, pintura al óleo del artista inglés de origen francés Philip James de Loutherbourg (nacido en 1740 y fallecido en 1812).
Coalbrookdale (condado de Shropshire, Inglaterra) es considerado una de las cunas de la Revolución Industrial.

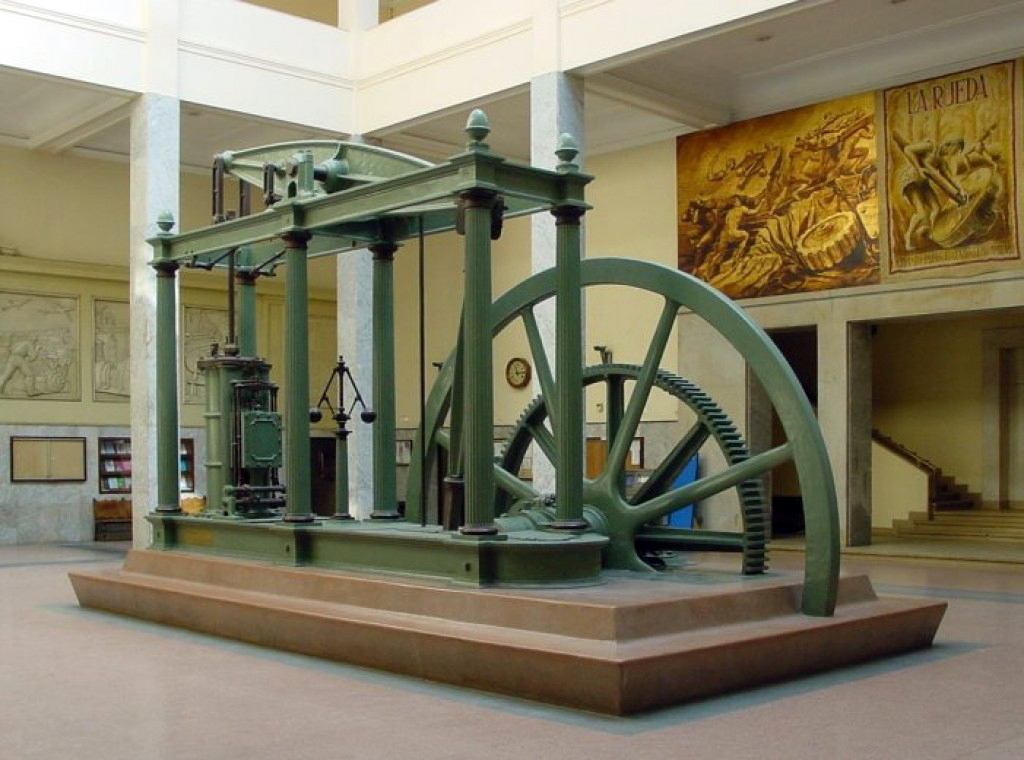
Una máquina de vapor de tipo Watt, construida por la compañía David Napier & Son Limited (Londres) en 1859.

La Revolución Industrial o Primera Revolución Industrial es el proceso de transformación económica, social y tecnológica que se inició en la segunda mitad del siglo XVIII en el Reino de Gran Bretaña, que se extendió unas décadas después a gran parte de Europa occidental y América Anglosajona y que concluyó entre 1820 y 1840; y que sucedió a la revolución comercial. Durante este periodo se vivió el mayor conjunto de transformaciones económicas, tecnológicas y sociales de la historia de la humanidad desde el Neolítico, que vio el paso desde una economía rural basada fundamentalmente en la agricultura y el comercio a una economía de carácter urbano, industrializada y mecanizada.
La Revolución Industrial marca un punto de inflexión en la historia, modificando e influenciando todos los aspectos de la vida cotidiana de una u otra manera. La producción tanto agrícola como de la naciente industria se multiplicó a la vez que disminuía el tiempo de producción. A partir de 1800 la riqueza y la renta per cápita se multiplicó como no lo había hecho nunca en la historia, pues hasta entonces el PIB per cápita se había mantenido prácticamente estancado durante siglos. En palabras del premio Nobel Robert Lucas:

Cita: … for the first time in history, the living standards of the masses of ordinary people have begun to undergo sustained growth (…) Nothing remotely like this economic behaviour is mentioned by the classical economists, even as a theoretical possibility …
Traducción de la cita: … por primera vez en la historia, el nivel de vida de las masas de gente común empezó a experimentar un crecimiento sostenido (…) Nada remotamente parecido a este comportamiento económico es señalado por los economistas clásicos, ni siquiera como una posibilidad teórica …

A partir de este momento se inició una transición que acabaría con siglos de una mano de obra basada en el trabajo manual y el uso de la tracción animal, siendo estos sustituidos por maquinaria para la fabricación industrial y para el transporte de mercancías y pasajeros. Esta transición se inició hacia finales del siglo XVIII en la industria textil, así como en lo relacionado con la extracción y utilización de carbón. La expansión del comercio fue posible gracias al desarrollo de las comunicaciones, con la construcción de vías férreas, canales y carreteras. El paso de una economía fundamentalmente agrícola a una economía industrial influyó sobremanera en la población, que experimentó un rápido crecimiento sobre todo en el ámbito urbano. La introducción de la máquina de vapor de James Watt (patentada en 1769) en las distintas industrias fue el paso definitivo en el éxito de esta revolución, pues su uso significó un aumento espectacular de la capacidad de producción. Más tarde, el desarrollo de los barcos y ferrocarriles a vapor, así como el desarrollo en la segunda mitad del siglo XIX del motor de combustión interna y la energía eléctrica, supusieron un progreso tecnológico sin precedentes.
Como consecuencia del desarrollo industrial nacieron nuevos grupos o clases sociales encabezadas por el proletariado —los trabajadores industriales y campesinos pobres— y la burguesía, dueña de los medios de producción y poseedora de la mayor parte de la renta y el capital. Esta nueva división social dio pie al desarrollo de problemas sociales y laborales, protestas populares y nuevas ideologías que propugnaban y demandaban una mejora de las condiciones de vida de las clases más desfavorecidas, por la vía del sindicalismo, el socialismo, el anarquismo, o el comunismo.
Aún sigue habiendo discusión entre historiadores y economistas sobre las fechas de los grandes cambios provocados por la Revolución Industrial. El comienzo más aceptado de lo que podríamos llamar Primera Revolución Industrial, se podría situar a finales del siglo XVIII, mientras su conclusión se podría situar a mediados del siglo XIX, con un período de transición ubicado entre 1840 y 1870. Por su parte, lo que podríamos llamar Segunda Revolución Industrial, partiría desde mediados del siglo XIX a principios del siglo XX, destacando como fecha más aceptada de finalización a 1914, año del comienzo de la Primera Guerra Mundial. El historiador marxista Eric Hobsbawm, considerado pensador clave de la historia del siglo XX sostenía que el comienzo de la Revolución Industrial debía situarse en la década de 1780, pero que sus efectos no se sentirían claramente hasta 1830 o 1840. En cambio, el historiador económico inglés Thomas Southcliffe Ashton declaraba por su parte que la Revolución Industrial tuvo sus inicios entre 1760 y 1830.
El término «Revolución Industrial» es también materia de discusión. Algunos historiadores del siglo XX, como John Clapham y Nicholas Crafts, argumentan que el proceso de cambio económico y social fue muy gradual, por lo que el término «revolución» resultaría inapropiado. Asimismo, es cuestionado el mote de «industrial», ya que el proceso englobó también cambios agrarios, sociales, energéticos, y demográficos. Estas cuestiones siguen siendo tema de debate entre historiadores y economistas.

## Antecedentes y causas

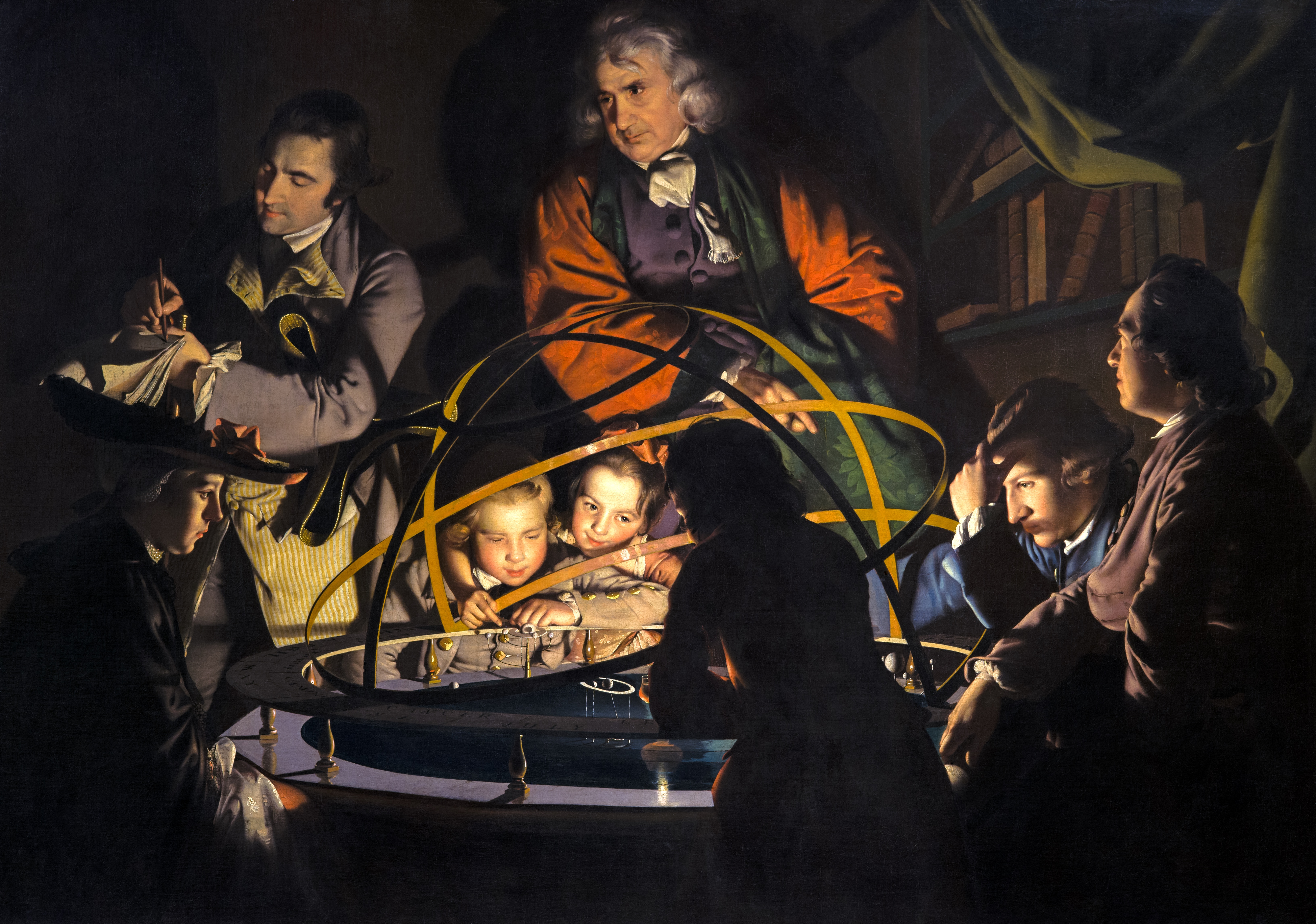
El triunfo de los nuevos planteamientos filosóficos del, contribuyó al intercambio del conocimiento científico.

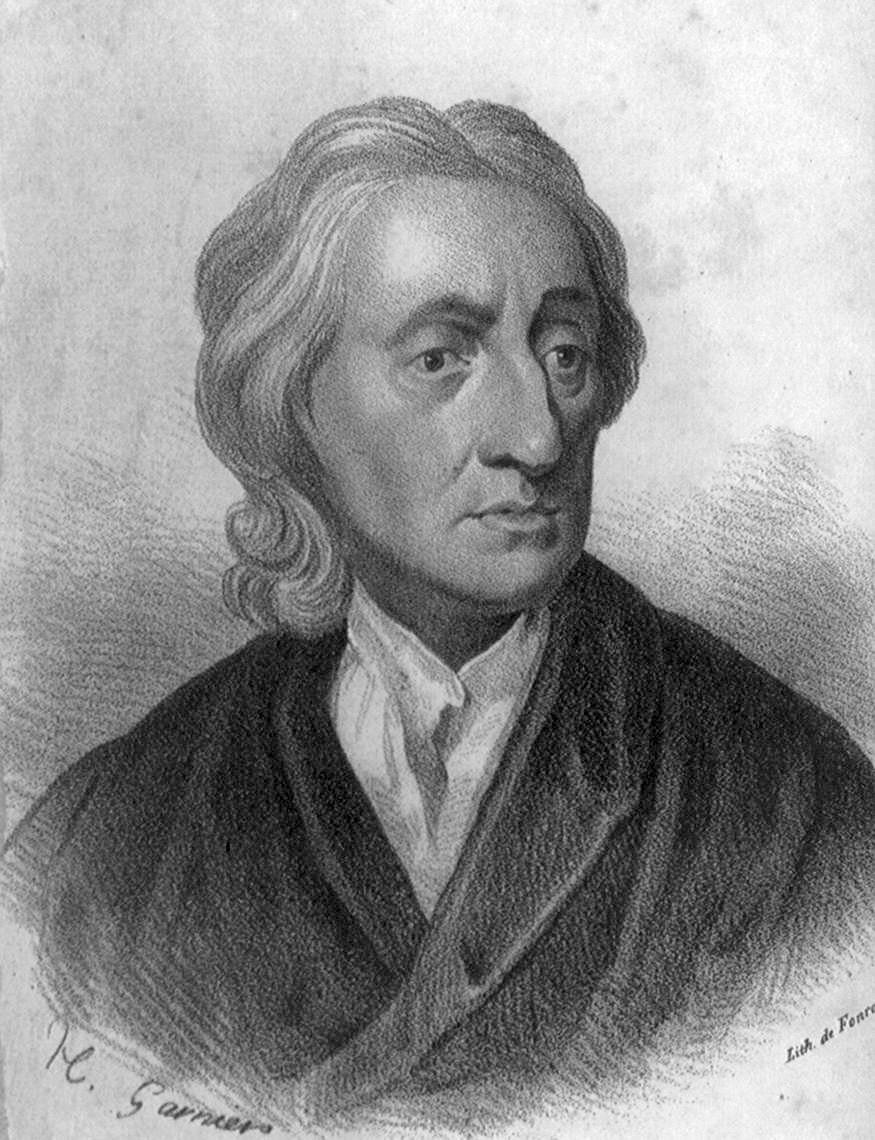
John Locke, padre del empirismo y del liberalismo moderno.

Los inicios de la industrialización europea hay que buscarlos en la Edad Moderna. A partir del siglo XVI se vislumbra un avance en el comercio, métodos financieros, banca y un cierto progreso técnico en la navegación, impresión o relojería. Sin embargo, estos avances siempre se veían lastrados por epidemias, constantes y largas guerras y hambrunas que no permitían la dispersión de los nuevos conocimientos ni un gran crecimiento demográfico. Según el historiador Angus Maddison, Europa Occidental experimentó un crecimiento demográfico prácticamente nulo entre 1500 y 1800.
El Renacimiento marcó otro punto de inflexión con la aparición de las primeras sociedades capitalistas en Holanda y el norte de Italia. Es a partir de mediados del siglo XVIII cuando Europa comenzó a distanciarse del resto del mundo y a asentar las bases de la futura sociedad industrial debido al desarrollo, aún primitivo, de la industria pesada y la minería. La alianza de los comerciantes con los agricultores hizo aumentar la productividad, lo que a su vez provocó una explosión demográfica, acentuada a partir del XIX. La Revolución Industrial se caracterizó por la transición de una economía agrícola y manual a una comercial e industrial cuya ideología se basaba en el racionalismo la razón y la innovación científica.
Otro de los principales desencadenantes de la Revolución nace de la necesidad. Aunque en algunos lugares de Europa como Gran Bretaña ya existía una base industrial, las Guerras Napoleónicas consolidaron la industria europea. Debido a la guerra, que se extendía por la mayor parte de Europa, las importaciones de muchos productos y materias primas se suspendieron. Esto obligó a los gobiernos a presionar a sus industrias y a la nación en general para producir más y mejor que antes, desarrollándose industrias antes inexistentes.
La industrialización tuvo lugar en diferentes oleadas en los distintos países. Las primeras áreas industriales aparecieron en Gran Bretaña a finales del siglo XVIII, extendiéndose a Bélgica y Francia a principios del siglo XIX y a Alemania y a Estados Unidos a mediados de siglo, a Japón a partir de 1868 y a Rusia, Italia y España a finales de siglo. Entre las razones se encontraron algunas tan dispares como la notable ausencia de grandes guerras entre 1815 y 1914, la aceptación de la economía de mercado y el consecuente nacimiento del capitalismo, la ruptura con el pasado, un cierto equilibrio monetario y la ausencia de inflación.

### Otras interpretaciones
Otras interpretaciones sugieren que este nuevo cambio de mentalidad y la posterior evolución del sistema económico fue por causas morales y religiosas. La Reforma protestante de Martín Lutero y Juan Calvino trajo consigo un cambio de mentalidad en el trato y visión respecto del trabajo. Según Max Weber el protestantismo considera al trabajo y al esfuerzo como un bien y un valor fundamental, al contrario que la ética católica que lo considera un castigo a raíz del pecado original. Esto explicaría en parte las diferencias a la hora de desarrollarse de las distintas naciones europeas, teniendo como pioneros a países protestantes como Gran Bretaña, Alemania u Países Bajos y como países atrasados a España, Portugal e Italia, todos ellos católicos. Esta interpretación sigue siendo muy discutida.

## Gran Bretaña

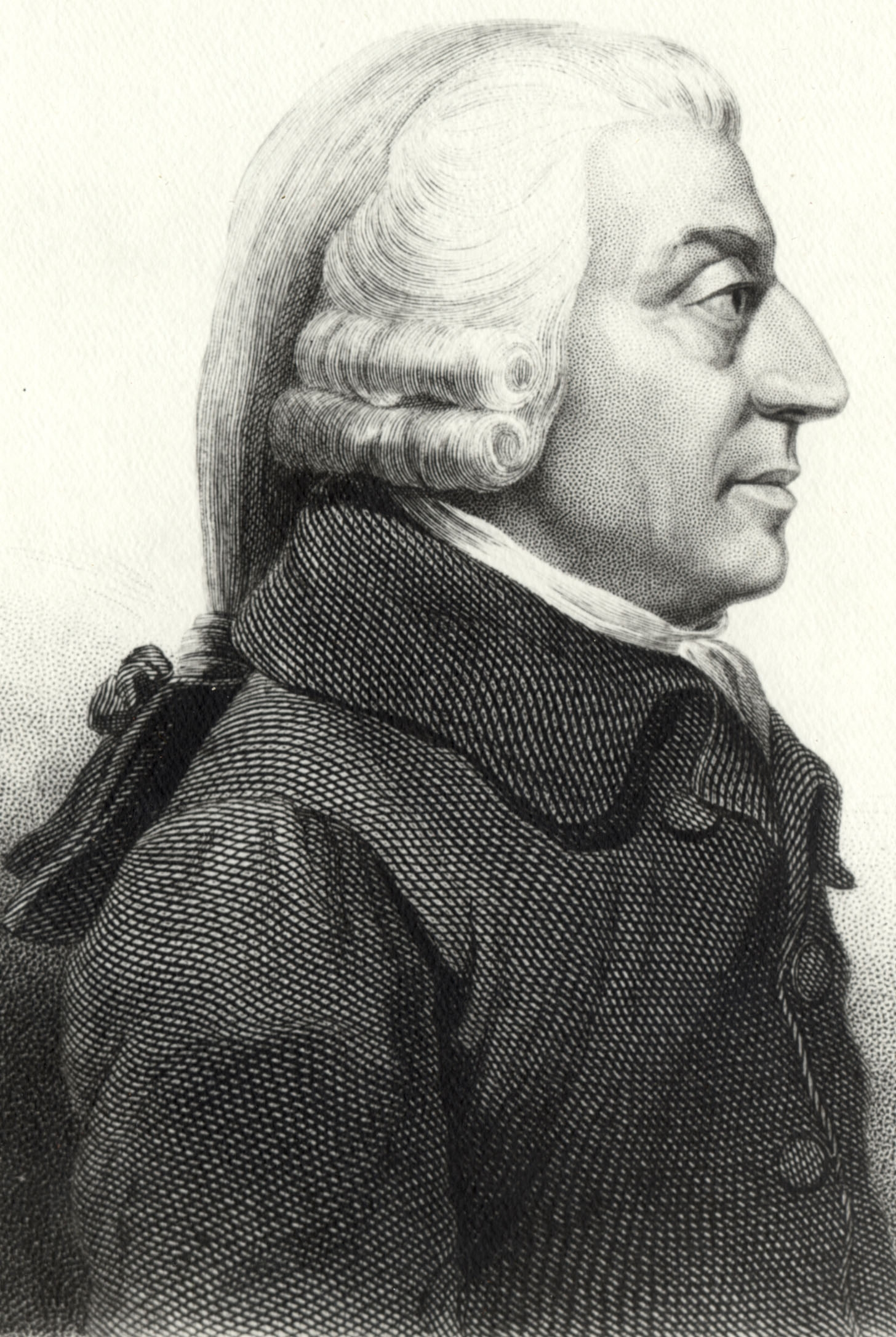
Adam Smith, filósofo y economista británico considerado el padre de la economía moderna y el capitalismo, fundamentalmente por su libro La riqueza de las naciones.

La Revolución Industrial se originó en Inglaterra a causa de diversos factores, cuya elucidación es uno de los temas historiográficos más trascendentes.
Como factores técnicos, era uno de los países con mayor disponibilidad de las materias primas esenciales, sobre todo el carbón mineral, indispensable para alimentar la máquina de vapor que fue el gran motor de la Revolución Industrial temprana, así como para utilizar coque en los altos hornos de la siderurgia, sector principal desde mediados del siglo XIX. Su ventaja frente a la madera, el combustible tradicional, no es tanto su poder calorífico como la mera posibilidad en la continuidad de suministro (la madera, a pesar de ser fuente renovable, está limitada por la deforestación; mientras que el carbón, combustible fósil y por tanto no renovable, solo lo está por el agotamiento de las reservas, cuya extensión se amplía con el precio y las posibilidades técnicas de extracción). La fundición con coque permite una mayor oferta de hierro, mejoras en la calidad y reducción de costos de este material.
Como factores ideológicos, políticos y sociales, la sociedad inglesa poseía una tendencia hacia un menor absolutismo e instituciones más inclusivas. Comenzando por la Carta Magna de 1215, que limitaba el poder del rey, había atravesado la llamada crisis del siglo XVII de una manera particular: mientras la Europa meridional y oriental se refeudalizaba y establecía monarquías absolutas, la guerra civil inglesa (1642-1651) y la posterior revolución gloriosa (1688) determinaron el establecimiento de una monarquía parlamentaria basada en la división de poderes, la libertad individual y un nivel de seguridad jurídica (con el Common Law) que proporcionaba suficientes garantías para el empresario privado; muchos de ellos surgidos de entre activas minorías de disidentes religiosos que en otras naciones no se hubieran consentido (autores como Max Weber vinculan explícitamente La ética protestante y el espíritu del capitalismo). Síntoma importante fue el espectacular desarrollo del sistema de patentes industriales.
Algunos autores también mencionan los enclosures (cercamientos) como un factor que contribuyó a la industrialización, como una incipiente «privatización» de los recursos. También, la creciente liberalización, y la reducción de las restricciones impuestas por los gremios a la instalación de industrias y el cambio tecnológico.
Como factor geoestratégico, durante el siglo XVIII Inglaterra (que tras las firmas del Acta de Unión con Escocia en 1707 y del Acta de Unión con Irlanda en 1800, después de la derrota de la rebelión irlandesa de 1798, consiguieron la unión con Escocia e Irlanda, formando el Reino Unido de Gran Bretaña e Irlanda) construyó una flota naval que la convirtió (desde el tratado de Utrecht, 1714, y de forma indiscutible desde la batalla de Trafalgar, 1805) en una verdadera talasocracia dueña de los mares y de un extensísimo imperio colonial. A pesar de la pérdida de las Trece Colonias, emancipadas en la guerra de Independencia de Estados Unidos (1776-1781), controlaba, entre otros, los territorios del subcontinente Indio, fuente importante de materias primas para su industria, destacadamente el algodón que alimentaba la industria textil, así como mercado cautivo para los productos de la metrópolis. La canción patriótica Rule Britannia (1740) explícitamente indicaba: rule the waves (gobierna las olas).

### Revolución demográfica
Durante la Revolución Industrial se vivió un incremento espectacular de la población, debido fundamentalmente a la caída de la tasa de mortalidad provocada por la mejora de las condiciones higiénicas, sanitarias y alimenticias que se plasmó en gran medida en la reducción de la mortandad infantil. En este periodo nacen las primeras vacunaciones y se mejoran los sistemas de alcantarillado y de depuración de aguas residuales. Una alimentación más abundante y regular, no sometida a las fluctuaciones de las cosechas, bajó la incidencia de las epidemias e hizo posible la casi desaparición de la mortalidad catastrófica, sobre todo la infantil.
La población de Inglaterra y Gales, que había permanecido constante alrededor de 6 millones desde 1700 a 1740, se incrementó bruscamente a partir de esta fecha y alcanzó 8,3 millones en 1801, para doblarse en cincuenta años y llegar a los 16,8 millones en 1850 y en 1901 casi se había doblado de nuevo con 30,5 millones. En Europa, la población pasó de 100 millones en 1700 hasta alcanzar 400 millones en 1900. La Revolución Industrial fue así el primer periodo histórico durante el que hubo simultáneamente un incremento de la población y un incremento de la renta per cápita. El aumento de la población fue un estímulo para el crecimiento industrial, ya que proporcionó a la vez mano de obra abundante para las nuevas industrias y de otro lado supuso un incremento de la demanda interna para los nuevos productos.
El aumento de la población urbana en ciudades con trazado medieval supuso el hacinamiento, la insalubridad y la aparición de las primeras patologías sociales (alcoholismo, prostitución y delincuencia).

### El nacimiento delfactory system: la industria textil

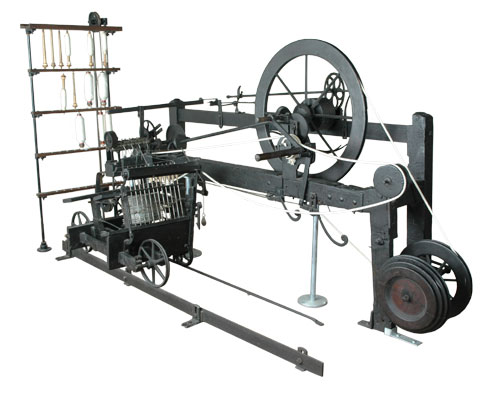
Esta máquina de hilado es la última superviviente de las construidas por Samuel Crompton

Entre finales del siglo XVII y principios del siglo XVIII el gobierno británico aprobó una serie de leyes con el fin de proteger a la industria de la lana británica de la creciente cantidad de tela de algodón que se importaba desde India Oriental.
También empezó a darse una mayor demanda de tejidos gruesos, los cuales eran fabricados por la industria británica en la localidad de Lancashire, donde destacaba la producción de pana, fabricada a partir de fibras entrecruzadas de lino y algodón. El lino era utilizado para dotar de más resistencia al tejido, cuyo material principal, el algodón, no tenía una resistencia suficiente, aunque esta mezcla resultante no era tan suave como los tejidos 100% algodón y era más difícil de coser.
Hasta el nacimiento de la industria textil, los tejidos y el hilado en general se realizaba en los hogares, en la mayor parte de los casos para consumo propio. Este método productivo, basado en que la producción estaba dispersa y se desarrollaba en los domicilios de los trabajadores, es a menudo denominado en inglés como sistema Putting-out (Putting-out system) en contraposición al posterior sistema industrial o factory system. Solo en ocasiones puntuales los trabajos se realizaban en el taller de un maestro tejedor. Bajo el sistema putting-out los trabajadores, antes de fabricar su producto, pactaban contratos con comerciantes y vendedores, quienes les suministraban a menudo las materias primas necesarias. Fuera de temporada, por lo general, las esposas de los agricultores hacían los hilados mientras que los hombres producían los tejidos. Utilizando la máquina de hilar o rueca, en cualquier momento entre cuatro y ocho hilanderas podían echar una mano al tejedor.
Uno de los grandes inventos de la industria textil fue la lanzadera volante, patentada en 1733 por John Kay, que permitió una cierta automatización del proceso de tejido. Posteriores mejoras, destacando las de 1747, permitieron duplicar la capacidad de producción de los tejedores, lo que también agravó el desequilibrio que existía entre el hilado y el tejido. Este invento empezó a ser ampliamente utilizado en todo Lancashire en la década de 1760, cuando Robert Kay, hijo de John Kay, inventó la caja ascendente (drop box).
Lewis Paul patentó en Birmingham, con la ayuda de John Wyatt, la máquina de hilar mediante rodillos y el sistema flyer-and-bobbin, que conseguían un espesor más uniforme en el proceso de elaboración de la lana. Paul y Wyatt abrieron una fábrica en Birmingham que utilizaba una nueva máquina de laminado impulsada por un burro. En 1743 se abrió una fábrica en Northampton que empleaba cinco máquinas como la de Paul con cincuenta husos cada una. Estuvo en funcionamiento hasta 1764. Una fábrica similar fue construida por Daniel Bourn en Leominster, pero un incendio la destruyó. Tanto Paul como Bourn habían patentado el cardador de lana en 1748. El uso de dos conjuntos de rodillos que giraban a diferentes velocidades fue utilizado posteriormente en la primera fábrica de hilados de algodón. La invención de Lewis fue posteriormente mejorada por Richard Arkwright con su Water frame (1769) y por Samuel Crompton con su Spinning mule (1779).
| Año     | 1803 | 1820   | 1829   | 1833    | 1857    |
| ------- | ---- | ------ | ------ | ------- | ------- |
| Telares | 2400 | 14 650 | 55 500 | 100 000 | 250 000 |

En 1764 en el pueblo de Stanhill, Lancashire, James Hargreaves inventó la hiladora Jenny, que patentó en 1770. Fue la primera máquina que empleaba varios husos de una manera eficaz. La hiladora Jenny trabajaba de una manera similar a la rueca. Era una máquina simple, construida con madera y que solo costaba alrededor de 6 libras (un modelo de 40 husos) en 1792. Era utilizada principalmente en los hogares o por pequeños artesanos. La hiladora Jenny producía un hilo ligeramente torcido solo adecuado para la trama, que se torcía.
La máquina de hilar (Water frame) inventada por Richard Arkwright, fue patentada por este junto con dos socios en 1769. El diseño se basaba en parte en una máquina de hilado construida por Thomas High, quien fue contratado por Arkwright.
En 1786, Edmund Cartwright inventó el primer telar mecánico. En 1793, Eli Whitney inventó la desmotadora de algodón, lo que le permitió a Gran Bretaña importar grandes cantidades de algodón para su industria textil, a bajo costo, desde el sur de Estados Unidos.

## El comercio internacional

### Economía industrial
Sin embargo, y a pesar de todos los factores anteriores, la Revolución Industrial no hubiese podido prosperar sin el concurso y el desarrollo de los transportes, que llevarán las mercancías producidas en la fábrica hasta los mercados donde se consumían.
Estos nuevos transportes se hacen necesarios no solo en el comercio interior, sino también en el comercio internacional, ya que en esta época se crean los grandes mercados nacionales e internacionales. El comercio internacional se liberaliza, sobre todo tras el Tratado de Utrecht (1713) que liberaliza las relaciones comerciales de Inglaterra, y otros países europeos, con la América española. Se termina con las compañías privilegiadas y con el proteccionismo económico; y se aboga por una política imperialista y la eliminación de los privilegios gremiales. Además, se desamortizan las tierras eclesiásticas, señoriales y comunales, para poner en el mercado nuevas tierras y crear un nuevo concepto de propiedad. La Revolución Industrial generó también un ensanchamiento de los mercados extranjeros y una nueva división internacional del trabajo (DIT). Los nuevos mercados se conquistaron mediante el abaratamiento de los productos hechos con la máquina, por los nuevos sistemas de transporte y la apertura de vías de comunicación, así como también, mediante una política expansionista.

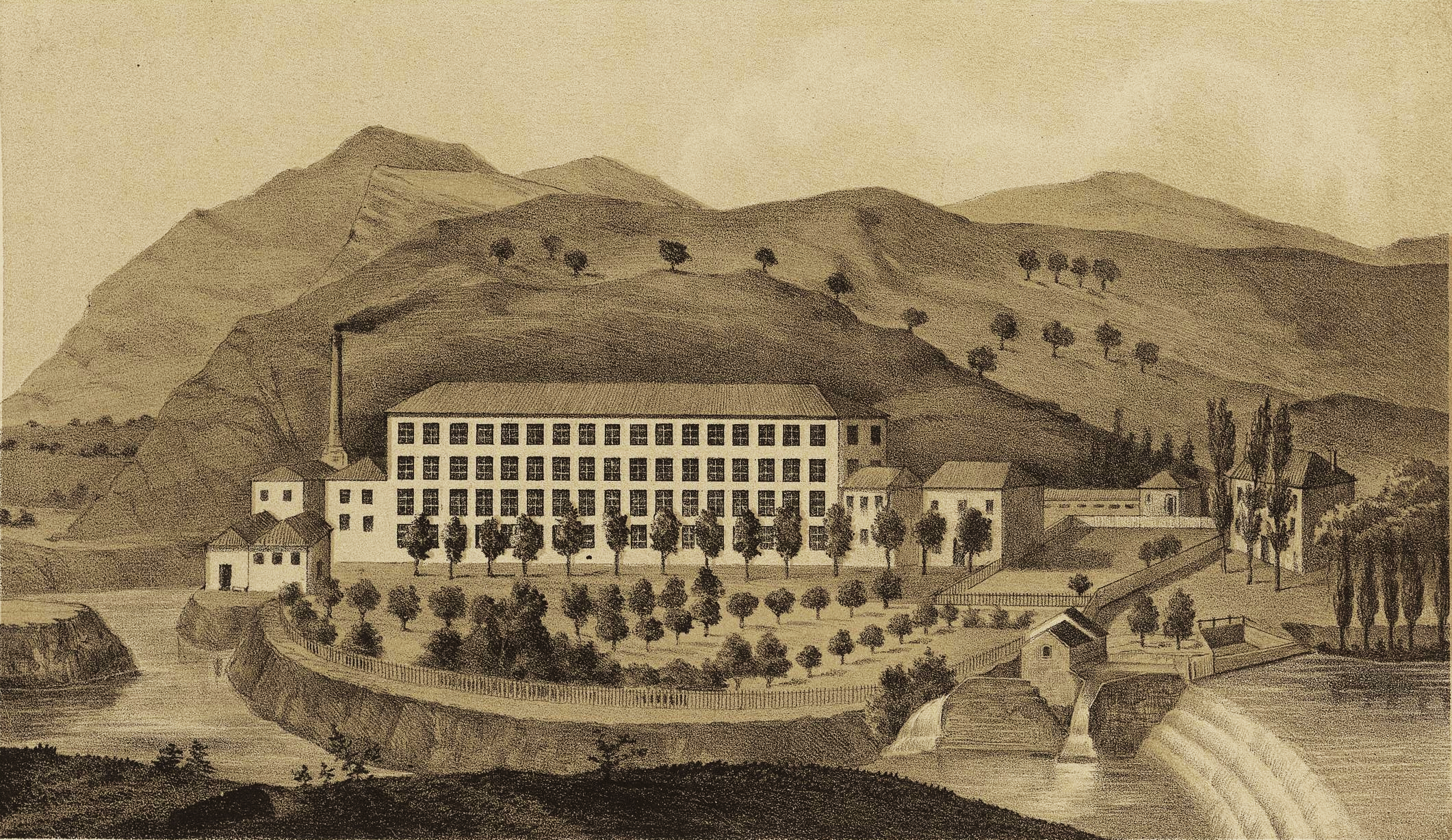
Grabado de 1876 que muestra la fábrica La Montañesa Textil (España), un claro ejemplo del estilo manchesteriano de la Primera Revolución Industrial. Este diseño se caracterizaba por ser muy práctico: un edificio alto y largo con múltiples y amplios ventanales. Esto permitía la máxima entrada de luz natural y una mejor ventilación, elementos cruciales en una época donde la electricidad no era de uso común. Además, la producción se organizaba en múltiples pisos para aprovechar al máximo el espacio. Una chimenea de ladrillo evacuaba los humos de la máquina de vapor, y una represa cercana se usaba para generar energía mediante turbinas hidráulicas.

El Reino Unido fue el primero que llevó a cabo toda una serie de transformaciones que la colocaron a la cabeza de todos los países del mundo. Los cambios en la agricultura, en la población, en los transportes, en la tecnología y en las industrias, favorecieron un desarrollo industrial. La industria textil algodonera fue el sector líder de la industrialización y la base de la acumulación de capital que abrirá paso, en una segunda fase, a la siderurgia y al ferrocarril.
A mediados del siglo XVIII, la industria británica tenía sólidas bases y con una doble expansión: las industrias de bienes de producción y de bienes de consumo. Incluso se estimuló el crecimiento de la minería del carbón y de la siderurgia con la construcción del ferrocarril. Así, en Gran Bretaña se desarrolló de pleno el capitalismo industrial, lo que explica su supremacía industrial hasta 1870 aproximadamente, como también financiera y comercial desde mediados de siglo XVIII hasta la Primera Guerra Mundial (1914). En el resto de Europa y en otras regiones como América del Norte o Japón, la industrialización fue muy posterior y siguió pautas diferentes a la británica.
Unos países tuvieron la industrialización entre 1850 y 1914: Francia, Alemania y Bélgica. En 1850 apenas existía la fábrica moderna en Europa continental, solo en Bélgica hay un proceso de revolución seguido al del Reino Unido. En la segunda mitad del siglo XIX, se fortalece en Turingia y Sajonia la industrialización de Alemania.
Otros países siguieron un modelo de industrialización diferente y muy tardía: Italia, Imperio austrohúngaro, España o Rusia. La industrialización de éstos se inició tímidamente en las últimas décadas del siglo XIX, para terminar mucho después de 1914.

## Transportes

### El ferrocarril

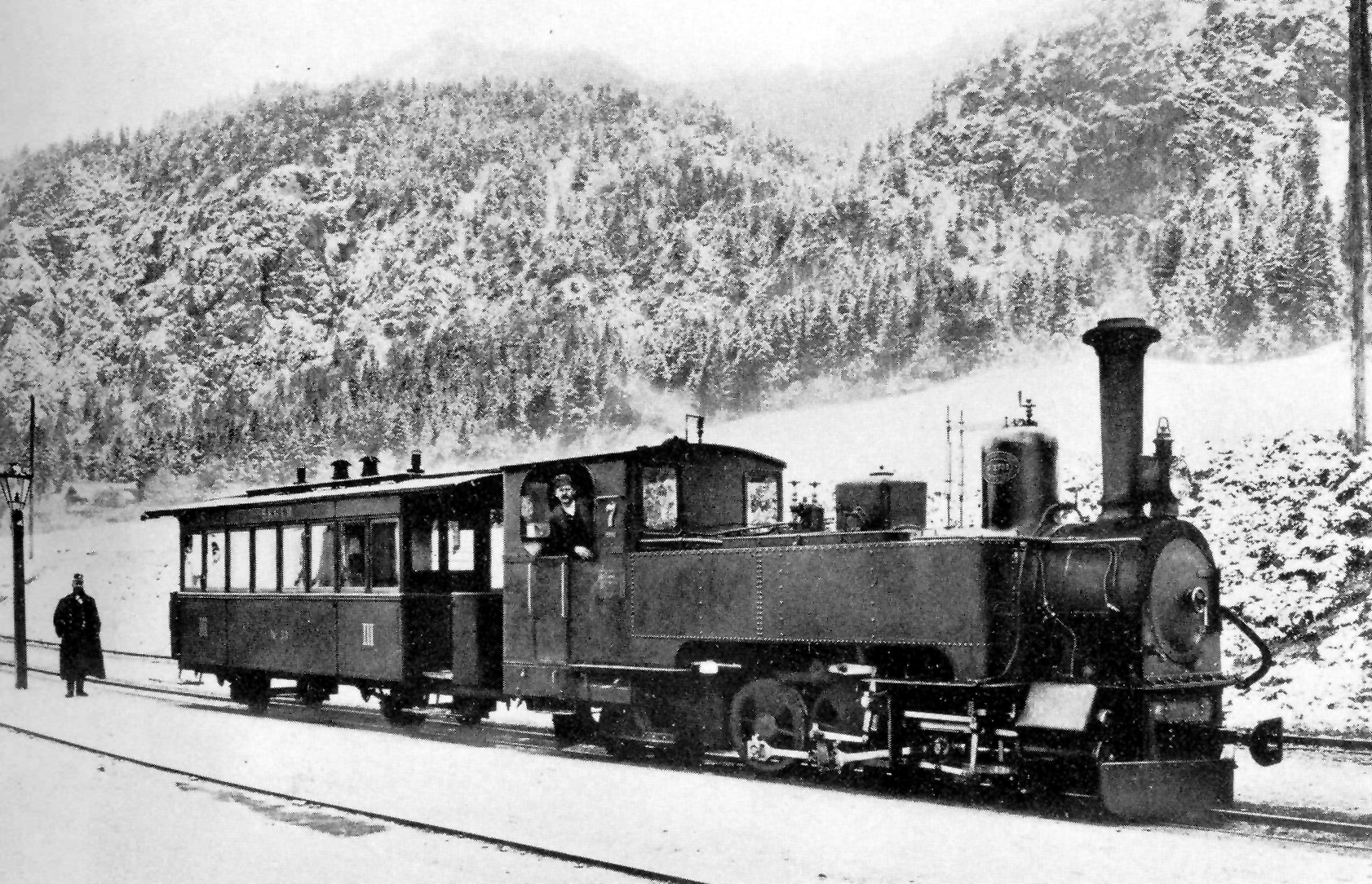
Un ferrocarril alemán en 1895

El ferrocarril, nacido en el siglo XVIII, es uno de los grandes protagonistas de la Revolución Industrial.
En sus comienzos se empleaba la fuerza animal como medio de locomoción, los raíles eran de madera y su empleo se limitaba a las minas para el transporte de carbón. En un libro publicado en 1797, Carz aseguraba haber sido el primero que pensó en sustituir la madera por hierro. La primera concesión del Parlamento de Inglaterra para la construcción de un ferrocarril —movido por caballos— se remonta a 1801; se trataba de una línea entre Wandsworth y Croydon con unos 13 kilómetros de longitud y con un coste de 60 000 libras. La gran revolución del ferrocarril comenzó en 1814, cuando George Stephenson utilizó la máquina de vapor como medio de locomoción. Su invento fue un éxito y comenzó a usarse de inmediato en las minas, pudiendo transportar ocho vagones de 30 toneladas a una velocidad de 7 km/h. Estos resultados eran suficientes para expandir el uso de la máquina a otros servicios. Fue en 1821 cuando el Parlamento autorizó la construcción de la primera línea de ferrocarril con tracción de vapor entre Stockton y Darlington. La línea fue inaugurada en 1825 con una máquina maniobrada por el propio Stephenson tirando de 34 vagones a una velocidad de entre 10 y 12 millas por hora —16–19 km/h— ; El periódico The Times describió esta hazaña de la siguiente manera:

Tres máquinas de vapor con cincuenta caballos de fuerza cada una han servido para arrastrar trece vagones, cargados de mercancías y productos diversos sobre la altura del plano inclinado que forma la vía. Allí se han enganchado los vagones a una máquina llamada "La Experiencia" además de cierto número de vagones que llevaban a los accionistas, autoridades e invitados (...) Se pone en marcha y hombres a caballo intentan seguir los vagones, pero pronto quedan distanciados, allí donde la pendiente era más fuerte el convoy alcanzó las 25 millas/h. (40km/h).

En los 5 años posteriores el Parlamento autorizó la construcción de 23 nuevas líneas de ferrocarril entre las que se encontraba la célebre línea entre Mánchester y Liverpool, siendo sus constructores los primeros en ofrecer en el ferrocarril el servicio de transporte de pasajeros. En aquel momento se desconfiaba de la seguridad que podían ofrecer las locomotoras, pero la acogida fue muy buena, mejorando en un 10% los beneficios derivados de este servicio, aunque los ingresos por el transporte de algodón, tejidos, carbón y ganado aún seguían siendo mayoritarios. Este éxito también fue tratado por George Porter, quien en su libro El progreso de la nación dice :

Desde entonces [se refiere a la construcción de la línea citada] se ha observado que al construirse una línea de ferrocarril entre dos ciudades, el número de viajeros en el trayecto entre una y otra se cuadruplica.

Fue en esta ocasión el propio Stephenson el que ganó la puja en esta línea convirtiéndose su Cohete en el encargado de remolcar un tren de 12 toneladas a 22 km/h. El primer correo por ferrocarril se envió el 11 de noviembre de 1830. Los tiempos de llegada se redujeron considerablemente, llegando el correo entre Londres y Mánchester en aproximadamente 18 horas. En Inglaterra, siguiendo la consigna laissez faire, el Estado no intervenía en la construcción o subvención del ferrocarril sino que se limitaba a otorgar las licencias y permisos de construcción y explotación; de esta manera se gastaron enormes fortunas con el objetivo de obtener los distintos permisos; por ejemplo el Great Western costó en gastos preliminares 89 000 libras y otros como el London and Birmingham 62 000.

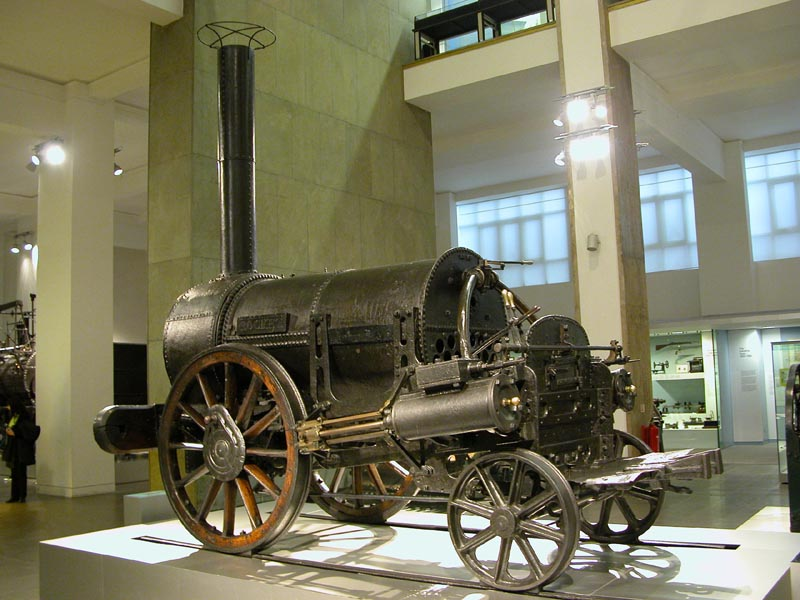
Locomotora de Stephenson de principios del

Los ferrocarriles eran al principio de vía estrecha y solo admitían velocidades comprendidas entre los 15 y los 20 kilómetros por hora, pero en 1840 se habían ensanchado las vías y se podían conseguir unas velocidades de casi 40 km/h.

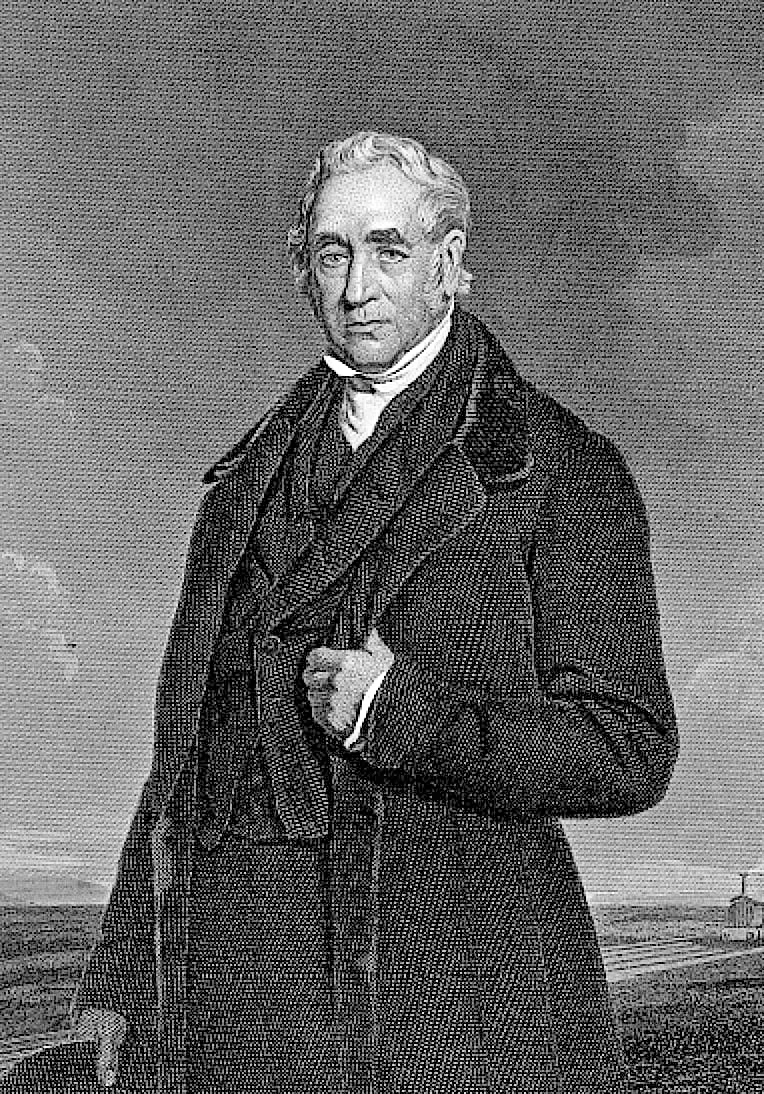
George Stephenson

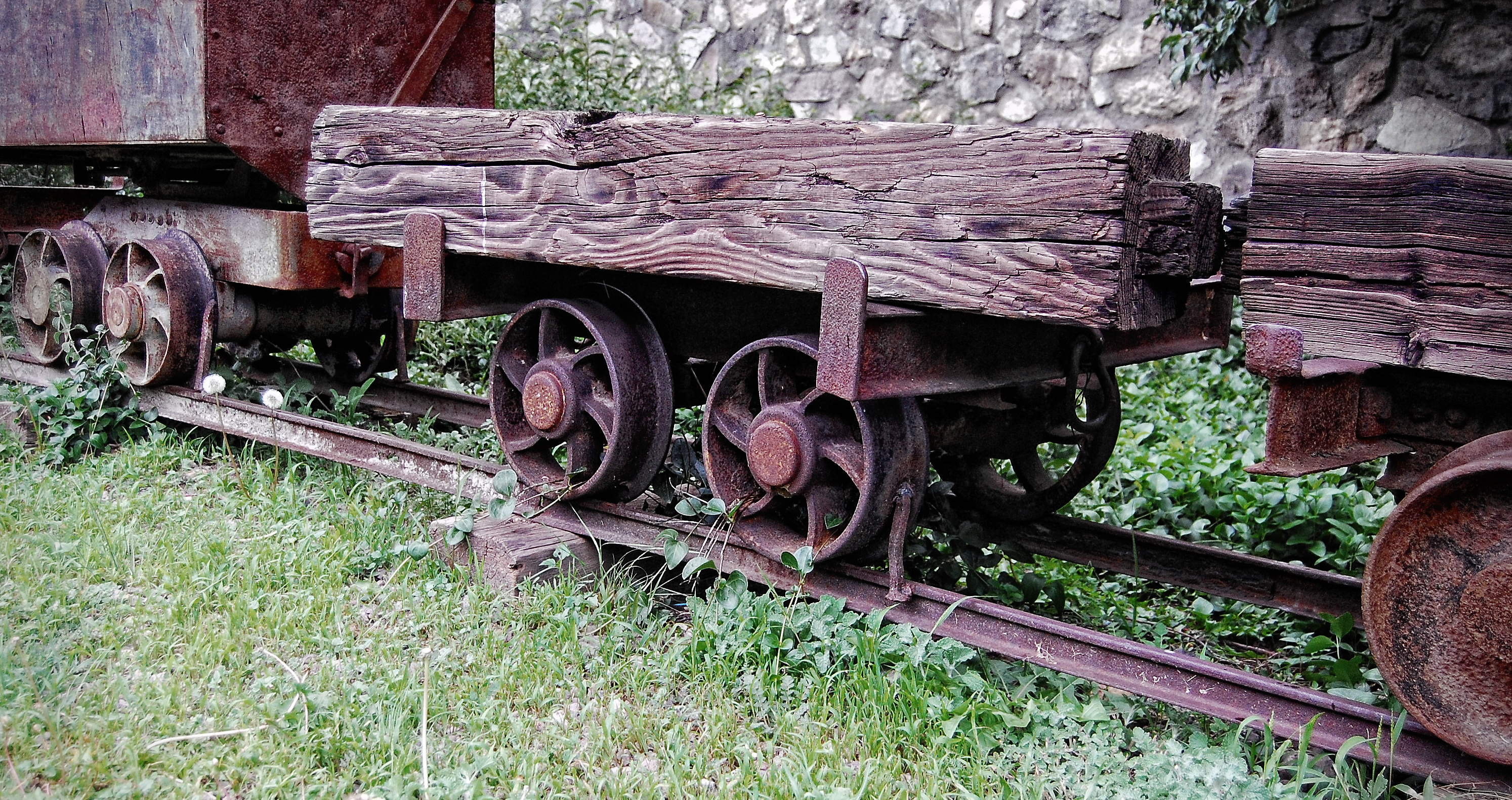
Primitivas vagonetas mineras

El primer país continental en seguir el ejemplo inglés fue Bélgica con dos líneas Bruselas-Malinas y Malinas-Amberes en 1835. El primer año transportaron 70 000 pasajeros. El coste fue bajísimo y el billete Bruselas-Amberes costaba solo un franco. El invento entró en Francia con algo de retraso, pues mientras jóvenes, ingenieros y adeptos al saintsimonismo reclamaban su construcción, tropezaban con el rechazo y la desconfianza de muchos, además de la carencia de hierro. El gobierno francés, que veía el potencial del aparato, ordenó un estudio para un plan nacional de los ferrocarriles. El estudio quedó finalizado en 1837 y los capitalistas, impacientes, presionaban al gobierno para la ejecución del proyecto con el fin de especular con las obras y los terrenos. El plan consistía en siete líneas con centro en París, que unirían el Atlántico, el Mediterráneo y el Rin. Al contrario que en Inglaterra y Bélgica, el estado se hizo cargo, al menos en parte, de su construcción y explotación, aportando 150 000 francos por kilómetro de vía y construyendo las infraestructuras necesarias. Mientras, las compañías privadas aportaron 100 000 francos para edificios y material. Tras 40 años de administración y explotación privada, el sistema pasaría al Estado. Socialistas románticos y conservadores se oponían al proyecto, los primeros reclamaban que el sistema fuera del estado desde el primer día y los segundos lo consideraban demasiado caro. Finalmente el plan fue aprobado, pero algunos acuerdos se revisaron y en la práctica la construcción y explotación corrió a cuenta casi exclusiva del sector privado. En 1857 la red estaba consolidada siendo propiedad de 6 grandes compañías. Debido a la obligación de ceder la propiedad al Estado a los 40 años de explotación se descuidó sobremanera su cuidado y mantenimiento por lo que el gobierno francés se vio en la obligación de ampliar el plazo en 99 años más, comprometiéndose incluso a pagar las obligaciones a su vencimiento.
En Alemania la primera línea se construyó en 1835 con una extensión de siete kilómetros entre Núremberg y Fürth, pero fue en 1839 cuando se construyó la primera línea de importancia entre Dresde y Leipzig, promovida por el profesor de economía política List, uno de los principales promotores de la línea Núremberg-Fürth. Pronto se vio al ferrocarril como una poderosa arma política; en el momento de la aparición del ferrocarril, Alemania se encontraba dividida en más de 300 pequeños estados y ciudades autónomas. Desde la construcción de la línea Dresde-Leipzig todas las ciudades alemanas quisieron unirse con su vecina lo que además de un gran impulso económico hizo un gran servicio para el triunfo del Zollverein. Al contrario que en el resto de países, en Alemania fue la administración la encargada de vigilar o administrar todos los ferrocarriles. En 1850 el Zollverein ya poseía 5800 kilómetros casi el doble que toda Francia. Hannover, Bremen, Hamburgo, Berlín, Fráncfort formaban una gran línea que transcurría sobre los principales focos industriales y unía Alemania con Suiza a través de Basilea y a Austria a través de Moravia y Silesia.

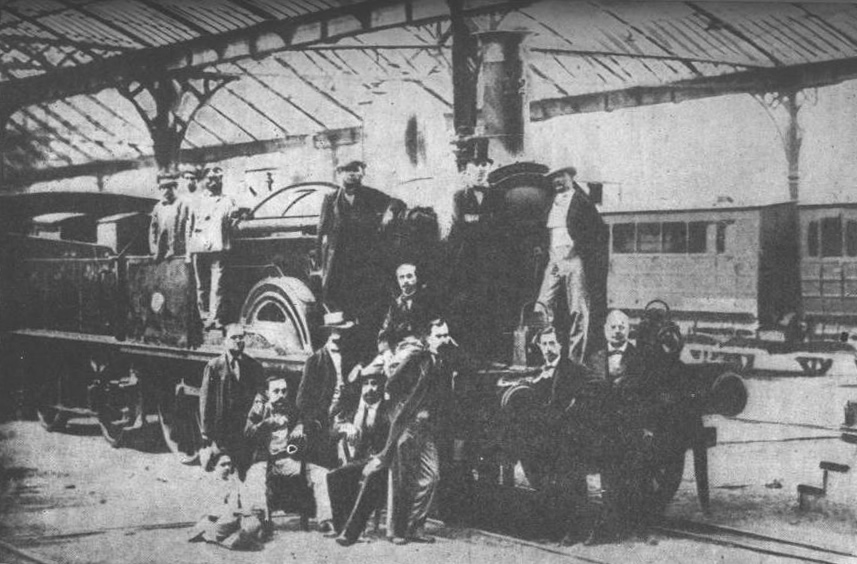
Fotografía de los accionistas y principales impulsores de la línea entre Barcelona y Mataró, la primera línea de ferrocarril peninsular.

Ceremonia de clavado del Remache de Oro (Golden Spike) el 10 de mayo de 1869, símbolo de la finalización de la primera línea transcontinental estadounidense.

A partir de la década de 1820 el ferrocarril y el vapor saltaron a los Estados Unidos y pronto conquistaron a la opinión pública. Stevens realizó en Hoboken una primera prueba que causó un gran interés entre los hombres de negocios de Pensilvania, quienes compraron una locomotora a Inglaterra. Al igual que en Gran Bretaña, la acumulación de capital hizo posible solo un año después el comienzo de la construcción de una primera línea entre Washington y Winchester. En 1830 una locomotora llamada Best Friend explotó cuando marchaba por la línea Charleston-Hambourg debido a que el maquinista se había sentado sobre la válvula de escape por las molestias que sentía debido al silbido del vapor al salir. Pero lejos de echarse atrás, el país progresó a un ritmo frenético y a mediados de 1830 ya producía sus propias locomotoras en la fundición de West Point asegurando una industria nacional sólida. Desde entonces Estados Unidos colocó raíles a través de su vasto territorio a una velocidad mucho mayor que Europa. Si en 1830 poseía tan solo 65 kilómetros de trazado —contra 316 europeos, 276 de ellos en Gran Bretaña—, 10 años después ya superaba a Europa con 4509 kilómetros contra 3543 europeos. En 1850 las vías férreas ya sumaban 14 400 kilómetros. Uno de los problemas que planteaban los ferrocarriles era el ancho de vía, que variaba en anchura en los distintos países, lo que obligaba a numerosos transbordos para deleite de los hosteleros. Pero problemas aparte el tiempo de viaje no hizo sino disminuir; así, en apenas unos años no se tardaban más de 20 horas en viajar de Boston a Nueva York en ferrocarril cuando antes se tardaban unas 80.

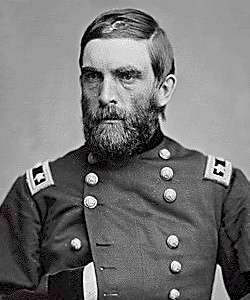
El general Grenville M. Dodge

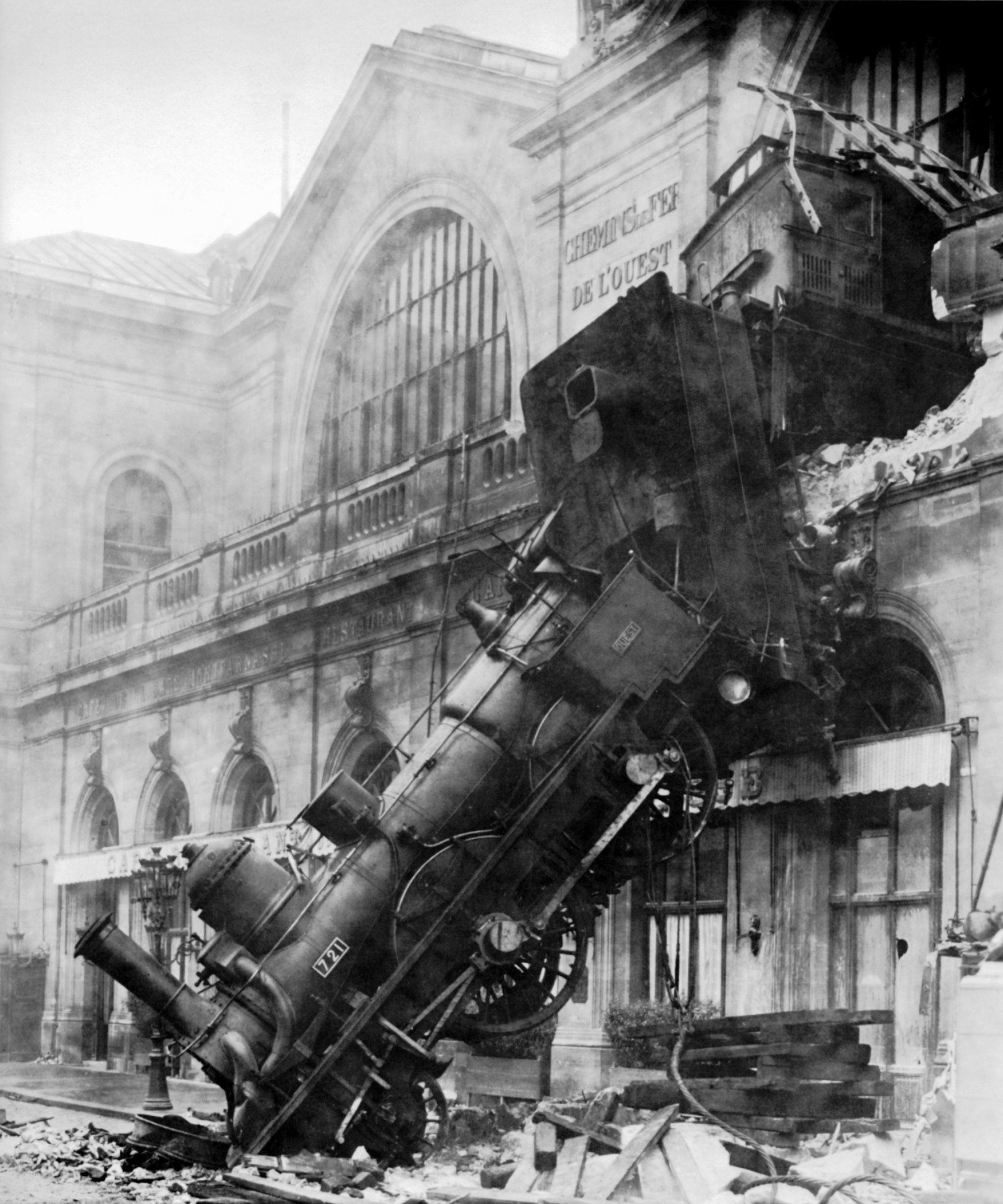
Fotografía del célebre descarrilamiento en la estación de Montparnasse el 22 de octubre de 1895

En Italia los augurios de d´Azeglio de que los ferrocarriles coserían la bota no pasaron de simples promesas, pues hasta 1845 solo se encontraban pequeñas líneas aisladas como la línea Milán-Monza, Padua-Venecia, Liorna-Pisa o la línea de Campania que Fernando de Nápoles construyó para su recreo y uso privado. En Hungría solo existía una pequeña vía alrededor de Budapest y en Rusia el zarismo tuvo que imponer la construcción de la línea Moscú-San Petersburgo debido a los numerosos detractores. En España, el gran tirón y entusiasmo que de manera muy temprana había producido el invento se apaga en la guerra civil de 1833, que paraliza todas las obras de construcción ante la desconfianza de los capitalistas. Hubo que esperar hasta 1843 cuando se concedió a Juan Manuel Roca y Miguel Biada la construcción y explotación del ferrocarril Barcelona-Mataró, que estuvo construido en solo cinco años bajo la dirección del ingeniero inglés Locke, su inauguración fue el 28 de octubre de 1848, un trayecto de 28 km y 600 m que se completaba en 35 minutos. En 1851 realizó su primer viaje el segundo ferrocarril español que cubría la línea Madrid-Aranjuez, cuya concesión había sido otorgada en 1844 con prolongación hasta Cádiz. En 1850 se inició la construcción de la primera locomotora española, finalizada en 1852.
Excepciones aparte, en el periodo entre 1820 y 1840, Gran Bretaña conservaba un adelanto manifiesto sobre el resto del mundo. Era la única que poseía una buena red de transporte entre sus principales ciudades. Trabajó con verdadero frenesí entre 1840 y 1847 a pesar de la rivalidad latente entre la oposición, los grupos financieros, los Turnpike trusts y la población, cuyo medio de subsistencia continuaban siendo las carreteras. Similar situación se dio en Bélgica, que en 1843 tenía incluso más kilómetros que Francia y una opinión pública muy favorable al ferrocarril.
No fueron pocos los que vieron en el ferrocarril un gran peligro, incluso mortal. Desde el siglo XVIII, cuando se pusieron en marcha en Inglaterra hubo voces, incluso procedentes de la Real Academia de Ciencias británica, que sugerían que a unas velocidades superiores a los 40 km/h los pasajeros se asfixiarían, se volverían ciegos y el ganado enloquecería. Se temía también la destrucción de las tierras de cultivo o que la gente y mercancías salieran despedidas del aparato por sus "endiabladas" velocidades.

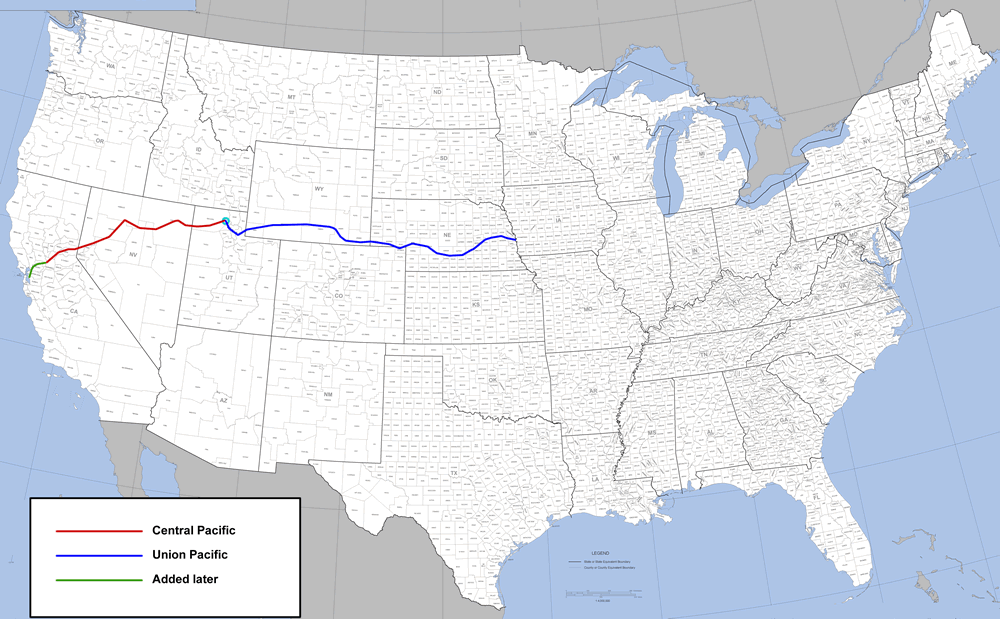
Recorrido del primer ferrocarril transcontinental estadounidense

Pasada la primera mitad de siglo, el medio siglo siguiente entre 1851 y 1901, conocido con el nombre de Railway Age vive el apogeo y reinado definitivo del ferrocarril. Pero la tracción mecánica sobre raíles es sobre todo, obra de Occidente. En 1860 Europa y EE. UU. se reparten más o menos 198 000 en igualdad mientras que el resto del mundo no cuenta con más de 15 000 kilómetros, la mayoría ubicados en colonias europeas. En 1910 ya se han construido más de un millón de kilómetros de los que 380 000 están en EE. UU. y 330 000 en Europa. Su construcción necesitó de un esfuerzo enorme, movilizando grandes cantidades de capital, trabajadores y estimulando la industria metalúrgica y la construcción de gigantescos talleres de trabajo, además de dar su máximo esplendor a la máquina de vapor.
Además de los vagones y locomotoras, también evolucionaron los raíles sobre los que circulaban. El raíl de acero sustituye al de hierro y a la madera de las traviesas se le empezó a inyectar cloruro de zinc para evitar que se pudriera. El ferrocarril también necesitó de una gran infraestructura que fue necesario desarrollar, como túneles, que se excavaban a costa del sufrimiento obrero a altísimas temperaturas con el uso de perforadoras de aire comprimido y el revestimiento de las galerías con fundición, en sustitución de la madera; La ventilación se lograba con sopladoras. Hay que destacar algunos éxitos entre los que se encuentran el túnel que atraviesa el Mont Cenis, construido a lo largo de 15 años y con una extensión de 13 600 m a 1300 metros de altura. Otros como el San Gotardo de más de 15 000 metros se terminaron en menos de 10 años usando la perforadora automática siendo las condiciones de trabajo nefastas: los obreros llegaron a trabajar a una temperatura de 86 grados. Fuera de Europa los estadounidenses construyeron un túnel bajo el río Hudson. Escandinavia queda unida a Alemania a través del ferry-boats entre Rügen y Malmoe.
Mientras que en la primera mitad de siglo la locomotora apenas había ganado en velocidad sin sobrepasar nunca los 40 km/h, hace progresos decisivos a partir de la idea del ingeniero inglés Crampton de colocar las ruedas motrices detrás de la caldera (y no debajo), ruedas que están acopladas, transfiriéndose el movimiento de rotación. En 1850 la velocidad media que se situaba en 27 km/h se eleva en 1880 a 74 km/h en Inglaterra y a 59 km/h en Estados Unidos. En 1890 el Empire-State-Express rebasó por primera vez en la historia los 100 km/h entre Nueva York y Búfalo. Para cruzar Francia de un extremo en ferrocarril solo se precisaban 14 horas. En esta segunda parte del siglo el coste del billete disminuyó entre un 50 y un 70 %.
Las prestaciones de la locomotora aumentaron sin cesar. El freno de mano se sustituyó por un nuevo freno hidráulico de aire comprimido. Los vagones de pasajeros fueron dotados de alumbrado de gas a base de aceite de esquisto o iluminación eléctrica a finales de siglo, siendo la línea Londres-Brighton la primera en incorporarla. La máquina de vapor, el corazón de la máquina, también procura calefacción en los vagones. El llamado Boggie o bastidor de varios ejes permitió al convoy dar curvas mucho más acentuadas disminuyendo los riesgos, pues se adaptaba a la curvatura de la vía. También se crearon los llamados palace-cars en las líneas más largas para las familias ricas en las que disfrutaban de todo tipo de comodidades y sin tener que mezclarse con el resto de pasajeros. En 1880 se instaló en la línea del Pacífico un vagón imprenta en el que se editaba un periódico diario con las noticias recibidas telegráficamente en las estaciones.

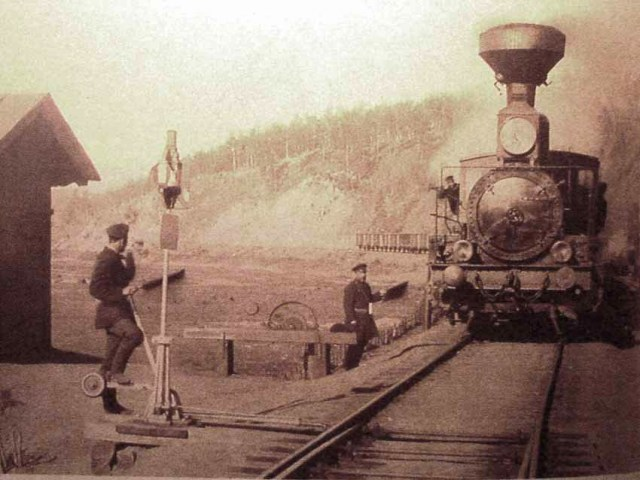
El Transiberiano en sus comienzos alrededor de 1903

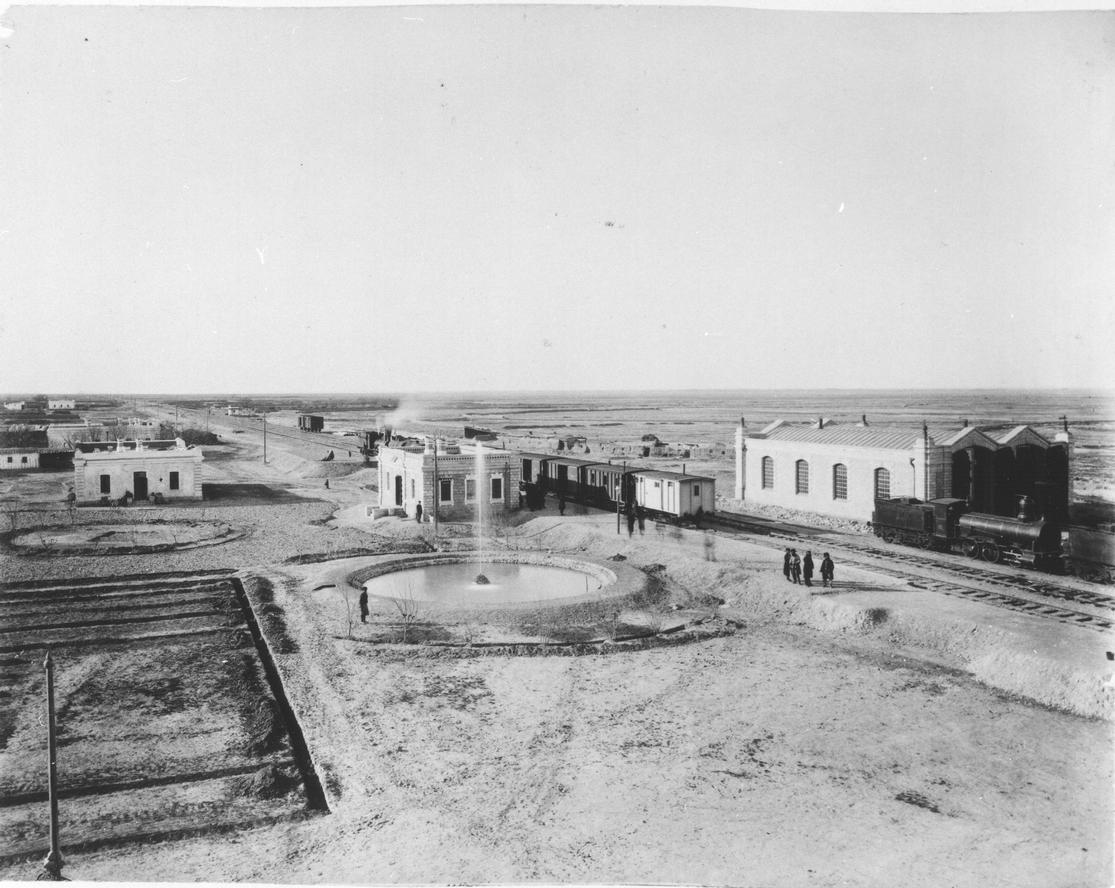
Estación de Bahmi atravesada por el Transcaspiano en 1890

Exceptuando Gran Bretaña, Bélgica y algunas partes de España y Alemania, las vías férreas no dibujaban redes en ninguna parte antes de 1860. En Francia por fin se realizó un esfuerzo serio a partir del Segundo Imperio y en los albores de la Tercera República. En esta segunda mitad de siglo se empezaba a vislumbrar la columna vertebral de ferrocarriles europeos. Sus límites se extendían desde el norte de Francia hasta la Alta Silesia de este a oeste y de Alemania al norte de Italia de norte a sur; en el centro, Suiza reparte el tráfico por el continente. En cambio la mayor parte de Italia, la península ibérica y los países del este quedaban fuera. En Estados Unidos se siguen consiguiendo grandes logros. En 1869 se finalizó el primer transcontinental que conectó el país de este a oeste. La construcción fue dirigida por el implacable general Grenville M. Dodge como si se tratará de una campaña militar. Usó como mano de obra a los soldados desmovilizados, inmigrantes irlandeses y hasta chinos en California. Pero este triunfo no se logró con facilidad; indios, el relieve irregular y sobre todo la competencia entre Union Pacific y Central Pacific dificultaron sobremanera la situación. Pero el entusiasmo predomina y en 1893 ya había en funcionamiento otras 5 líneas transcontinentales, usándose como medio de colonización en el oeste americano o en la Columbia británica como medio de presión para conseguir su adhesión a la Unión.
Aunque tardío, se presenta el esfuerzo ruso, logrado gracias a los préstamos de Occidente. En primer lugar se construyó el transcaspiano al que a partir de 1905 complementó el transaraliano. En Siberia las dificultades eran mayúsculas: hielo, infiltraciones de agua, ríos inmensos, débil densidad humana, distancias enormes, sin olvidar el irregular relieve. Pero las viejas rutas y caminos ya no eran suficientes y el ferrocarril más largo del mundo se empezó en 1891 y alcanzó su destino, Vladivostok, gracias a un acuerdo con China, en 1902.
Así pues, el ferrocarril no solo sirvió para revolucionar el mundo del transporte tanto material como humano sino que fue empleado como un excelente instrumento de unión. Sirvió bien en la reconciliación y la anexión de nuevos territorios a Estados Unidos y el Imperio alemán sabía lo mucho que le debía al ferrocarril como para dejarlo en manos privadas. En Italia facilitó la hegemonía de la Casa de Saboya. No ocurrió igual en Francia o en Gran Bretaña, donde se encontraban mayoritariamente en manos privadas, aunque en Inglaterra prestaron un servicio inigualable, encumbrando al naciente Imperio británico a la hegemonía mundial. Hacia 1850 el ferrocarril había conducido a entre 400 y 500 millones de viajeros y entre 200 y 300 millones de toneladas de mercancías desde su nacimiento. Cinco décadas después, solo en 1905 transportó a entre 4000 y 5000 millones de viajeros.

### El barco de vapor

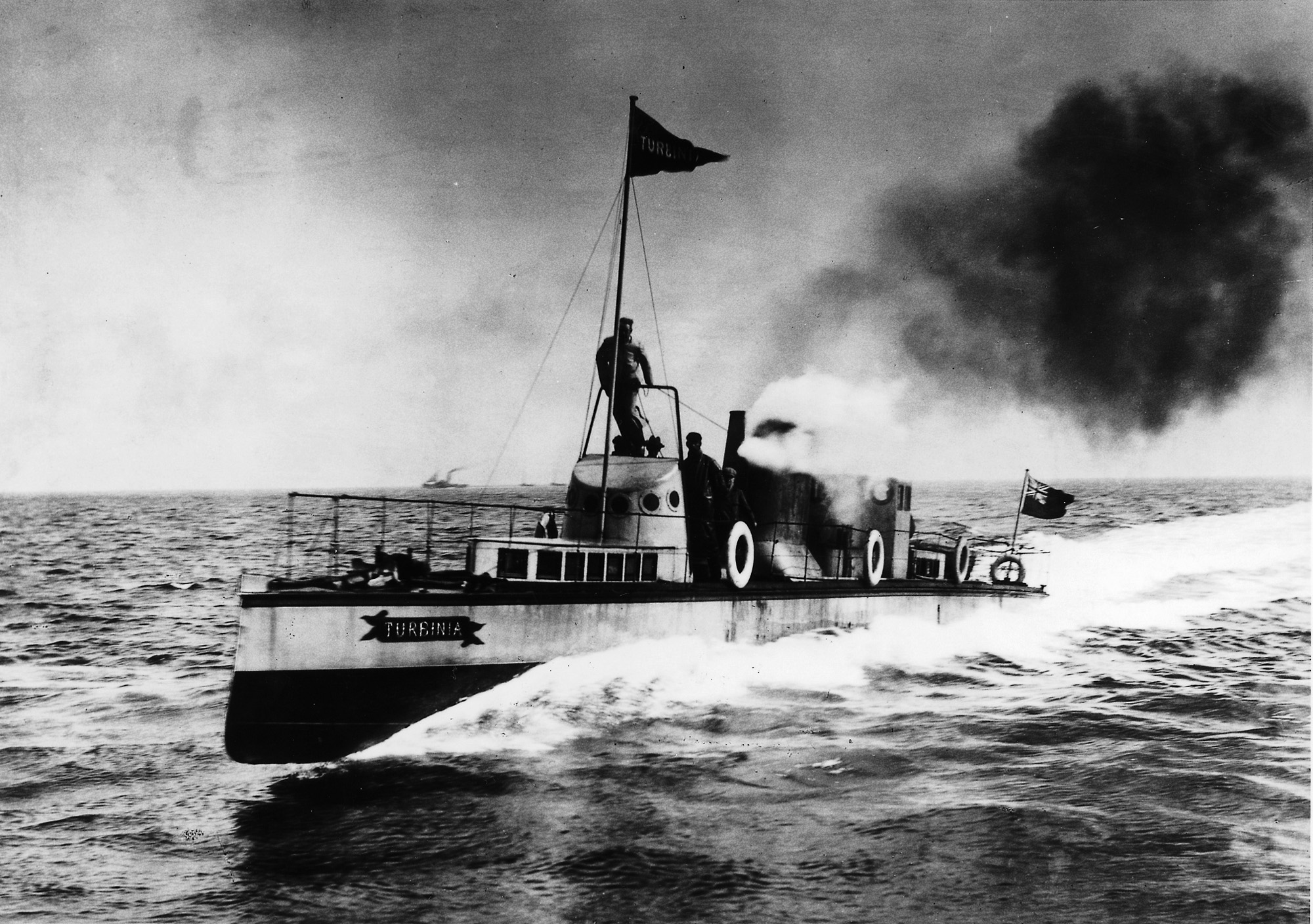
El Turbinia, primer barco propulsado con turbinas a vapor

Antes del siglo XIX la larga tradición naval europea se había sustentado sobre el control de los vientos como medio de propulsión y la seguridad más que por la velocidad en el mar. A principios de siglo no se empleaban menos de dos o tres semanas en cruzar el Atlántico de este a oeste, necesitándose entre 30 y 40 días de oeste a este. Con la formación de los imperios coloniales europeos se hizo necesario desarrollar una tecnología que asegurase el viaje sobre las aguas; en el siglo XVIII se generalizó el uso del sextante, mapas con las notaciones de los vientos y el cronómetro. La invención de la nueva embarcación partió de los trabajos de Jouffroy d´Abbens sobre el Sena y los de Fulton con su máquina Clermont. Fue en Estados Unidos donde tuvieron lugar las primeras pruebas del navío de ruedas sobre el río Hudson. En 1815 ya circulaban un centenar de estos navíos de ruedas que obtenían su energía de la leña, material barato y abundante. El Savannah consiguió cruzar en 29 días el Atlántico Norte en 1819 y la Sphink, que llevó a Francia las noticias de la toma de Argel, desarrollaba una velocidad de 6 nudos. Pero los problemas eran numerosos: las paletas utilizadas provocaban un gran desperdicio de energía, existía el riesgo de incendio o explosión a bordo, su velocidad era aún menor a la desarrollado por los veleros y el poder militar aún se oponía a su utilización como navío de guerra.
Pero a pesar de las dificultades los avances prosiguieron y en 1838, con una combinación de vapor y velas, los navíos Sirius y Great Western cruzaron el Atlántico entre Liverpool y Nueva York en 16 y 13 días respectivamente. Los grandes avances llegaron entre 1840 y 1860 con la invención de la hélice, basándose los primeros modelos en el tornillo de Arquímedes, el condensador de superficie y la máquina Compound, que logró ahorrar grandes cantidades de combustible y la introducción de calderas cilíndricas que posibilitaron la producción de vapor a alta presión.
Lo que sí es indudable es la supremacía del velero sobre el vapor durante la mayor parte del siglo; la seguridad y prestigio de la que aún gozaba, sobre todo en Estados Unidos, donde también tenía lugar la mayoría de los avances del barco de vapor era indiscutible. En 1850 el barco de vapor había transportado ya 750 000 toneladas, aunque el vapor aún estaba muy lejos de ganar la partida.

### Carreteras y canales

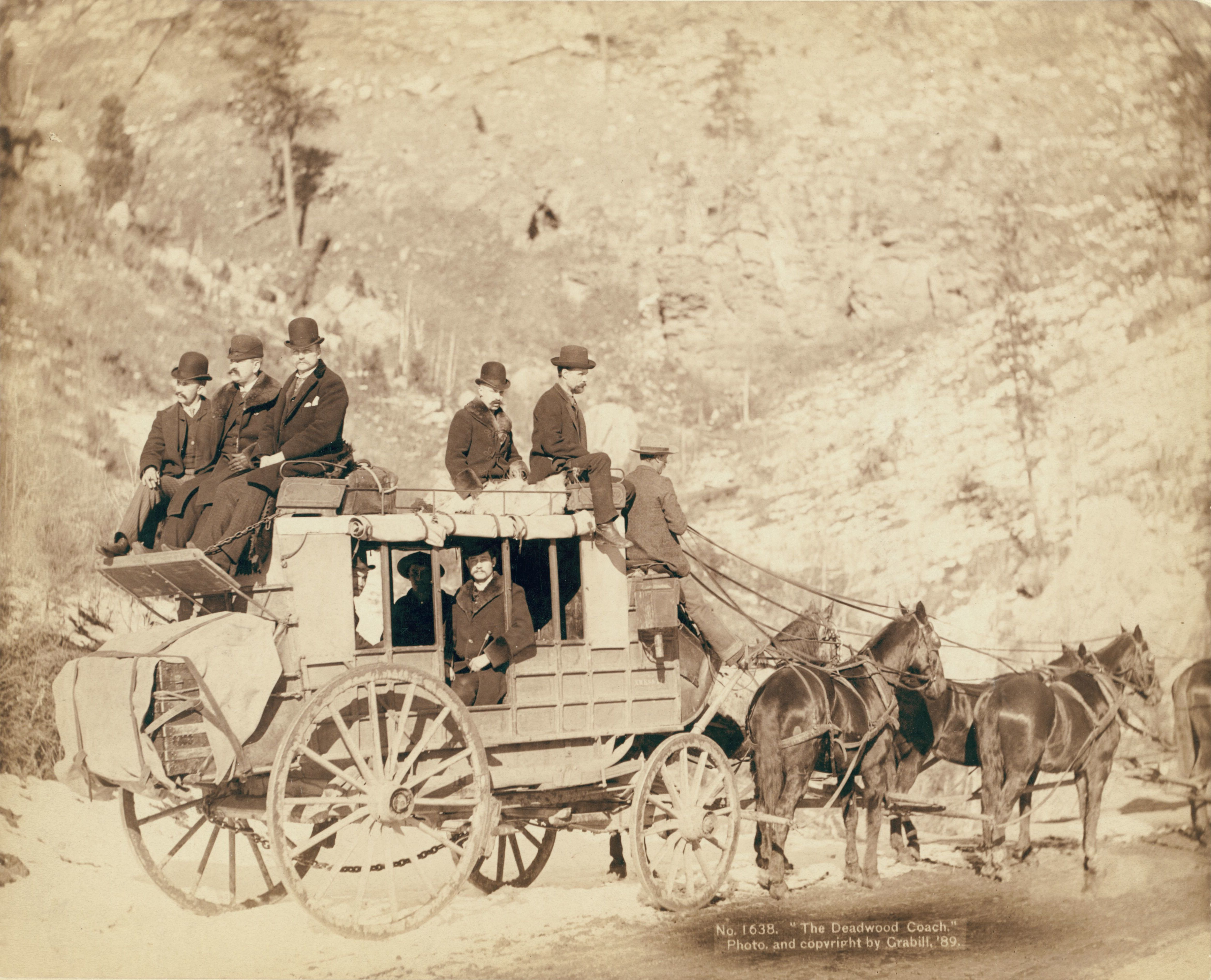
Fotografía de una diligencia en Dakota del Sur alrededor de 1889

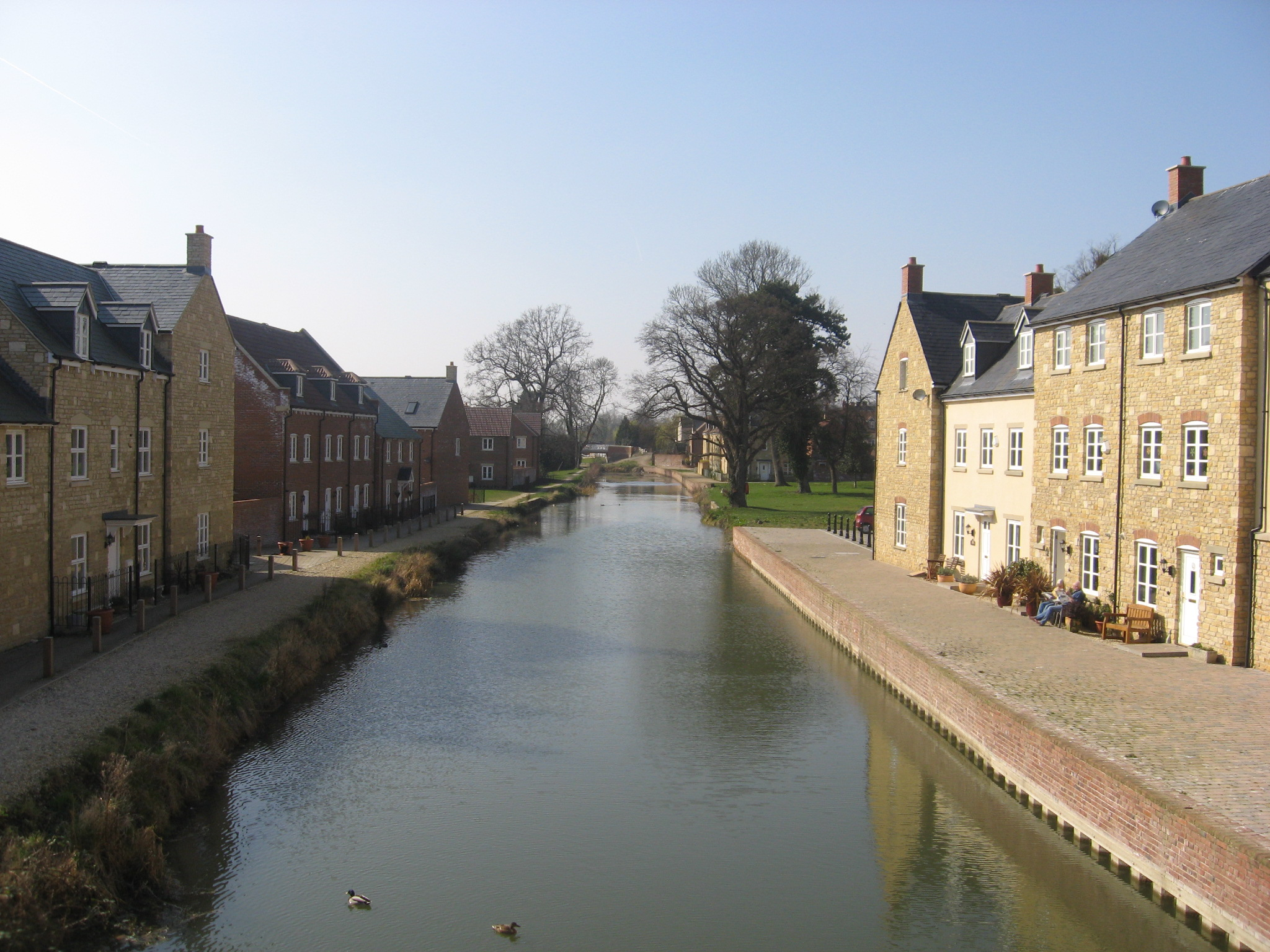
Sección restaurada del canal del Támesis

El esfuerzo en la construcción y mejora de carreteras (o caminos) comenzó en muchas partes de Europa antes de la Revolución Industrial. Desde el fin de las guerras napoleónicas a principios del siglo XVIII y en ausencia de otros medios de comunicación más eficaces, las carreteras fueron extensamente mejoradas. A principios del siglo XIX el país más adelantado en esta materia era Francia con una red de 33 000 kilómetros de gran calidad que se extendían hasta Alemania, Suiza e Italia. Los Países Bajos, el Reino de Prusia o Suiza también habían vivido una gran mejora en las comunicaciones. En el otro extremo se encontraban lugares como Sicilia, que no empezó su construcción hasta bien entrado el XIX, la Rusia zarista, que no tendría su primera calzada entre Moscú y San Petersburgo —sus principales ciudades— hasta 1834 o España, que cuenta antes de la mitad del siglo XIX con solo 6000 kilómetros de vías, siendo además estrechas y llenas de irregularidades y deficiencias. En Gran Bretaña el rápido desarrollo de ferrocarriles y canales quita importancia a su construcción, pero aun así se suceden las ampliaciones y modernizaciones de la maltrecha red británica contando en 1850 con más de 50 000 kilómetros de trazado, 18 000 más que veinte años atrás.
La técnica en la construcción de estas vías de comunicación también mejora. En cada país se construyen de manera distinta, pero los problemas clásicos derivados de estas construcciones como filtraciones de agua, mantenimiento o infraestructura se solucionan en las décadas de 1820 y 1830 a partir de las mejoras introducidas por Mac Adam o Telford. El uso de la diligencia y los servicios públicos de transporte se desarrollan y generalizan con unas velocidades que oscilan entre los 10 y 15 km/h, usándose en el transporte de pasajeros, mercancías y correo. No es hasta principios del siglo XX cuando gracias al motor de explosión y el desarrollo del automóvil se da un uso masivo a estos trazados.
Los primeros canales empezaron a ser construidos en Gran Bretaña en el siglo XVIII con el objeto de comunicar los centros industriales del norte británico con los puertos marítimos del sur y Londres. Los canales fueron la primera tecnología que permitió un fácil y relativamente rápido transporte de mercancías por todo el país, pudiéndose transportar varias docenas de veces más de tonelaje por viaje que con un transporte terrestre. A esto se unía el relieve del país, completamente llano, lo que permitía que los canales fueran construidos rápidamente y a un bajo precio. A principios de la década de 1820, ya existía una red nacional consolidada. El ejemplo inglés fue copiado en Francia que con un relieve similar al británico pudo desarrollar su propio sistema, que a mediados del siglo XIX contaba con 8500 kilómetros de vías. En Alemania gracias a sus grandes ríos como el Rín y el Elba, la navegación se vio muy favorecida, así como el comercio que vivió un gran desarrollo. En otros países como España la construcción de canales no pasó de un proyecto por el difícil relieve y la falta de capitales. Fuera del continente, los estadounidenses con su ímpetu emprendedor y sus numerosos lagos y grandes ríos consiguieron desarrollar con velocidad su propio sistema, que al igual que el ferrocarril, ayudó en la colonización y explotación de las vastas tierras del país. A principios de 1835 EE. UU. ya contaba con 7000 kilómetros de canales que allanaron el camino a la introducción del barco de vapor en el país con una rapidez incluso mayor a la siempre innovadora Gran Bretaña.
El uso de los canales en Gran Bretaña empezó a decaer a partir de 1840, cuando el ferrocarril se impuso en el transporte de mercancías y pasajeros. El irregular y más tardío desarrollo a gran escala del ferrocarril en el resto de países, con la siempre notable excepción de los Estados Unidos, alargó en ocasiones el uso pleno de los canales hasta los albores del siglo XX. Hoy en día la red de canales británicos y la infraestructura ligada a esta es una de las características más perdurables y destacables de la Revolución Industrial en el país.

## Consecuencias

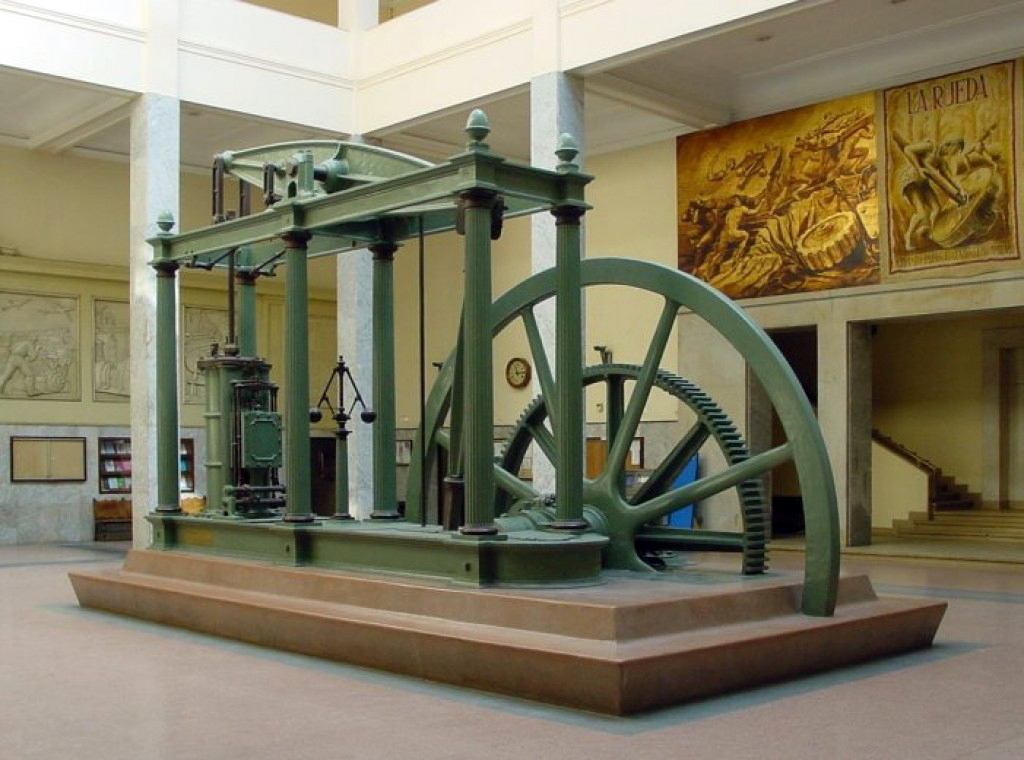
Máquina de vapor situada en el vestíbulo de la Escuela Técnica Superior de Ingenieros Industriales (UPM) (Madrid)

La existencia de controles fronterizos más intensos evitaron la propagación de enfermedades y disminuyó la propagación de epidemias como las ocurridas en tiempos anteriores. La revolución agrícola británica hizo además más eficiente la producción de alimentos con una menor aportación del factor trabajo, alentando a la población que no podía encontrar trabajos agrícolas a buscar empleos relacionados con la industria y, por ende, originando un movimiento migratorio desde el campo a las ciudades así como un nuevo desarrollo en las fábricas. La expansión colonial del siglo XVII acompañada del desarrollo del comercio internacional, la creación de mercados financieros y la acumulación de capital son considerados factores influyentes, como también lo fue la revolución científica del siglo XVII. Se puede decir que se produjo en Inglaterra por su desarrollo económico.
La presencia de un mayor mercado doméstico debería también ser considerada como un catalizador de la Revolución Industrial, explicando particularmente por qué ocurrió en el Reino Unido.
La invención de la máquina de vapor fue una de las más importantes innovaciones de la Revolución Industrial. Hizo posible mejoramientos en el trabajo del metal basado en el uso de coque en vez de carbón vegetal. En el siglo XVIII la industria textil aprovechó el poder del agua para el funcionamiento de algunas máquinas. Estas industrias se convirtieron en el modelo de organización del trabajo humano en las fábricas.
Además de la innovación de la maquinaria, la cadena de montaje (fordismo) contribuyó mucho en la eficiencia de las fábricas.
- Revolución agrícola: aumento progresivo de la producción gracias a la inversión de los propietarios en nuevas técnicas y sistemas de cultivo, además de la mejora del uso de fertilizantes.
- El desarrollo del capital comercial: Las máquinas se aplicaron a los transportes y a la comunicación iniciando una enorme transformación. Ahora las relaciones entre patronos y trabajadores son únicamente laborales y con el fin de obtener beneficios.
- Cambios demográfico-sociales: la modernización de la agricultura permitió un crecimiento demográfico debido a la mejora de la alimentación. También hubo adelantos en la medicina y en la higiene, de ahí que creciera la población. También hubo una migración del campo a la ciudad porque la ocupación en labores agrícolas disminuyó mientras crecía la demanda de trabajo en las ciudades.

## Etapas de la Revolución Industrial
La Revolución Industrial estuvo dividida en dos etapas: la primera del año 1750 hasta 1840, y la segunda de 1880 hasta 1914. Todos estos cambios trajeron consigo consecuencias tales como:
1. Demográficas: Traspaso de la población del campo a la ciudad (éxodo rural) — Migraciones internacionales — Crecimiento sostenido de la población — Grandes diferencias entre los pueblos — Independencia económica
2. Económicas: Producción en serie — Desarrollo del capitalismo — Aparición de las grandes empresas (Sistema fabril) — Intercambios desiguales
3. Sociales: Nace el proletariado — Nace la Cuestión social
4. Ambientales: Deterioro del ambiente y degradación del paisaje — Explotación irracional de la tierra y de materias primas.

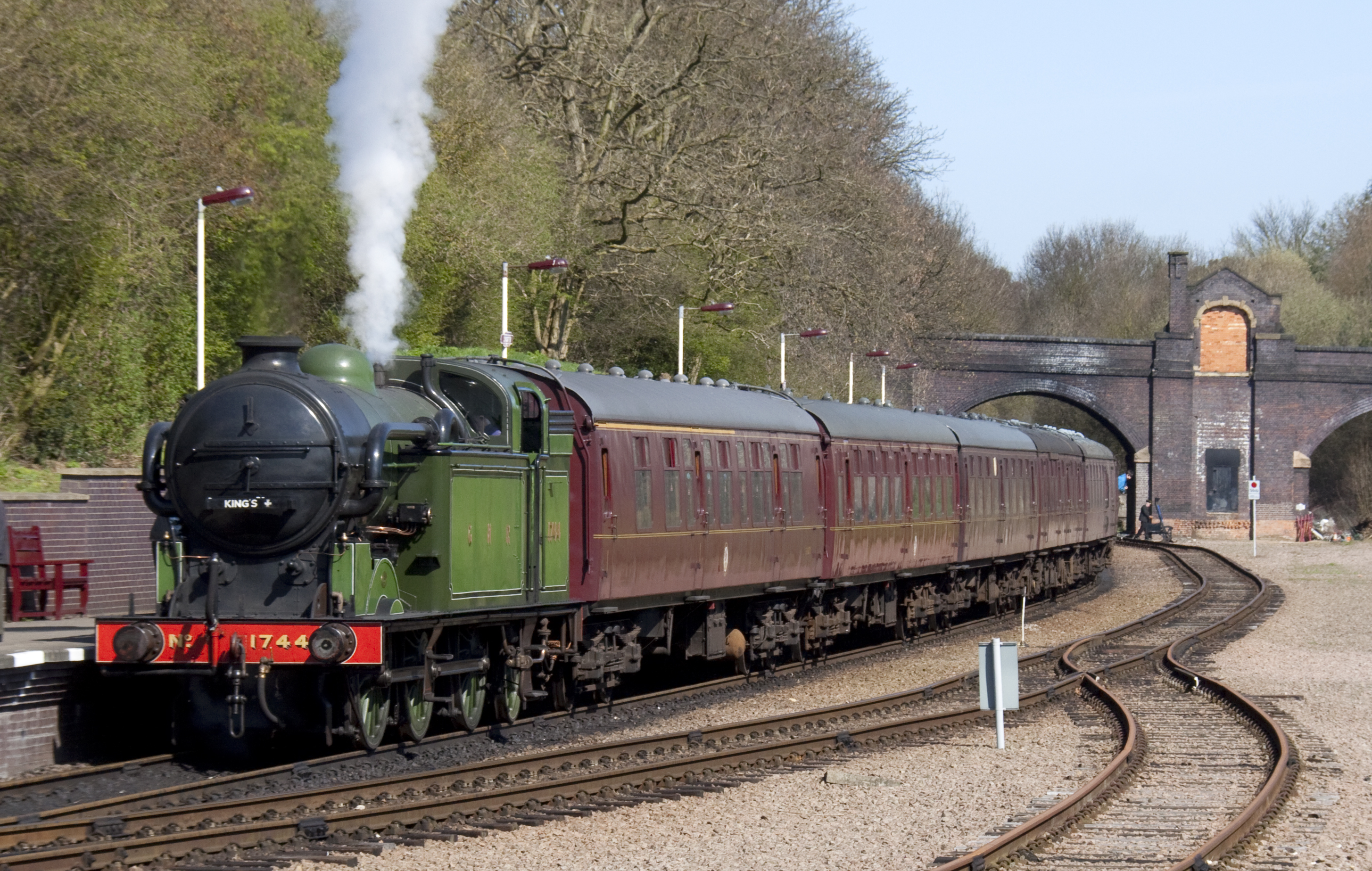
La locomotora de vapor fue un modo de transporte surgido durante la Revolución Industrial

A mediados del siglo XIX, en Inglaterra se realizaron una serie de transformaciones que hoy conocemos como Revolución Industrial dentro de las cuales las más relevantes fueron:
- La aplicación de la ciencia y tecnología permitió el invento de máquinas que mejoraban los procesos productivos.
- La despersonalización de las relaciones de trabajo: se pasa desde el taller familiar a la fábrica.
- El uso de nuevas fuentes energéticas, principalmente el carbón.
- La revolución en el transporte: ferrocarriles y barco de vapor.
- El surgimiento del proletariado urbano.

La industrialización que se originó en Inglaterra y luego se extendió por toda Europa no solo tuvo un gran impacto económico, sino que además generó enormes transformaciones sociales.
Proletariado urbano. Como consecuencia de la revolución agrícola y demográfica, se produjo un éxodo masivo de campesinos hacia las ciudades; el antiguo agricultor se convirtió en obrero industrial. La ciudad industrial aumentó su población como consecuencia del crecimiento natural de sus habitantes y por el arribo de este nuevo contingente humano. La carencia de habitaciones fue el primer problema que sufrió esta población socialmente marginada; debía vivir en espacios reducidos sin comodidades mínimas y carentes de higiene. A ello se sumaban jornadas de trabajo, que llegaban a más de catorce horas diarias, en las que participaban hombres, mujeres y niños con salarios miserables, y carentes de protección legal frente a la arbitrariedad de los dueños de las fábricas o centros de producción. Este conjunto de males que afectaba al proletariado urbano se llamó la Cuestión social, haciendo alusión a las insuficiencias materiales y espirituales que les afectaban.
Burguesía industrial. Como contraste al proletariado industrial, se fortaleció el poder económico y social de los grandes empresarios, afianzando de este modo el sistema económico capitalista, caracterizado por la propiedad privada de los medios de producción y la regulación de los precios por el mercado, de acuerdo con la oferta y la demanda.
En este escenario, la burguesía desplaza definitivamente a la aristocracia terrateniente y su situación de privilegio social se basó fundamentalmente en la fortuna y no en el origen o la sangre. Avalados por una doctrina que defendía la libertad económica, los empresarios obtenían grandes riquezas, no solo vendiendo y compitiendo, sino que además pagando bajos salarios por la fuerza de trabajo aportada por los obreros.
Las propuestas para solucionar el problema social. Frente a la situación de pobreza y precariedad de los obreros, surgieron críticas y fórmulas para tratar de darles solución; por ejemplo, los socialistas utópicos, que aspiraban a crear una sociedad ideal, justa y libre de todo tipo de problemas sociales (para algunos, el comunismo). Otra propuesta fue el socialismo científico de Karl Marx, que proponía la revolución proletaria y la abolición de la propiedad privada (marxismo); también la Iglesia católica, a través del papa León XIII, dio a conocer la Encíclica Rerum Novarum (1891), primera encíclica social de la historia, la cual condenaba los abusos y exigía a los estados la obligación de proteger a lo más débiles. A continuación, un fragmento de dicha encíclica: 

(…) Si el obrero presta a otros sus fuerzas a su industria, las presta con el fin de alcanzar lo necesario para vivir y sustentarse y por todo esto con el trabajo que de su parte pone, adquiere el derecho verdadero y perfecto, no solo para exigir un salario, sino para hacer de este el uso que quisiere (…)

 Estos elementos fueron decisivos para el surgimiento de los movimientos reivindicativos de los derechos de los trabajadores. Durante el siglo XX en medio de los procesos de democratización, el movimiento obrero lograba que se reconocieran los derechos de los trabajadores y su integración a la participación social. Otros ejemplos de tendencias que buscaron soluciones fueron los nacionalismos, así como también los fascismos en los cuales se consideraban a los obreros y trabajadores como una parte fundamental en el desarrollo productivo de la nación, por lo que debían ser protegidos por el Estado.

## Principios fundamentales de la industria
Uno de los principios fundamentales de la industria moderna es que nunca considera a los procesos de producción como definitivos o acabados. Su base técnico-científica es revolucionaria, generando así el problema de la obsolescencia tecnológica en períodos cada vez más breves. Desde esta perspectiva puede afirmarse que todas las formas de producción anteriores a la industria moderna (artesanía y manufactura) fueron esencialmente conservadoras, al trasmitirse los conocimientos de generación en generación sin apenas cambios. Sin embargo, esta característica de obsolescencia e innovación no se circunscribe a la ciencia y la tecnología, sino debe ampliarse a toda la estructura económica de las sociedades modernas. En este contexto la innovación es, por definición, negación, destrucción, cambio, la transformación es la esencia permanente de la modernidad.
El desarrollo de nuevas tecnologías, como ciencias aplicadas, en un receptivo clima social, es el momento y el sitio para una revolución industrial de innovaciones en cadena, como un proceso acumulativo de tecnología, que crea bienes y servicios, mejorando el nivel y la calidad de vida. Son básicos un capitalismo incipiente, un sistema educativo y espíritu emprendedor. La no adecuación o correspondencia entre unos y otros crea desequilibrios o injusticias. Parece ser que este desequilibrio en los procesos de industrialización, siempre socialmente muy inestables, es en la práctica inevitable, pero mensurable para poder construir modelos mejorados.[cita requerida]

## Impacto y consecuencias de la Revolución Industrial
- Despegue económico y técnico de Occidente: aparición y extensión del industrialismo o capitalismo industrial.[76]
- Transformaciones sociales (Revolución burguesa): complejidad creciente de las sociedades abiertas de clases.
- Crecimiento de la población (aumento de la esperanza de vida y baja de la mortalidad infantil gracias al progreso económico y tecnológico)
- Transformación de sociedades rurales en sociedades urbanas.
- Crecimiento de la burguesía y los sectores medios.[77]